# Chêne pédonculé
Quercus robur
Espèce
Classification phylogénétique
Répartition géographique
Statut de conservation UICN

 LC  : Préoccupation mineure
Le chêne pédonculé (Quercus robur L., 1753) est une espèce de plantes à fleurs de la famille des Fagacées. C'est un arbre à feuillage caduc originaire des régions tempérées d'Europe, Son fruit est porté par un long pédoncule.
L'arbre est parfois appelé chêne blanc, chêne femelle, gravelin, chêne à grappe ou châgne. Son nom latin Quercus robur signifie « chêne robuste ».

## Description

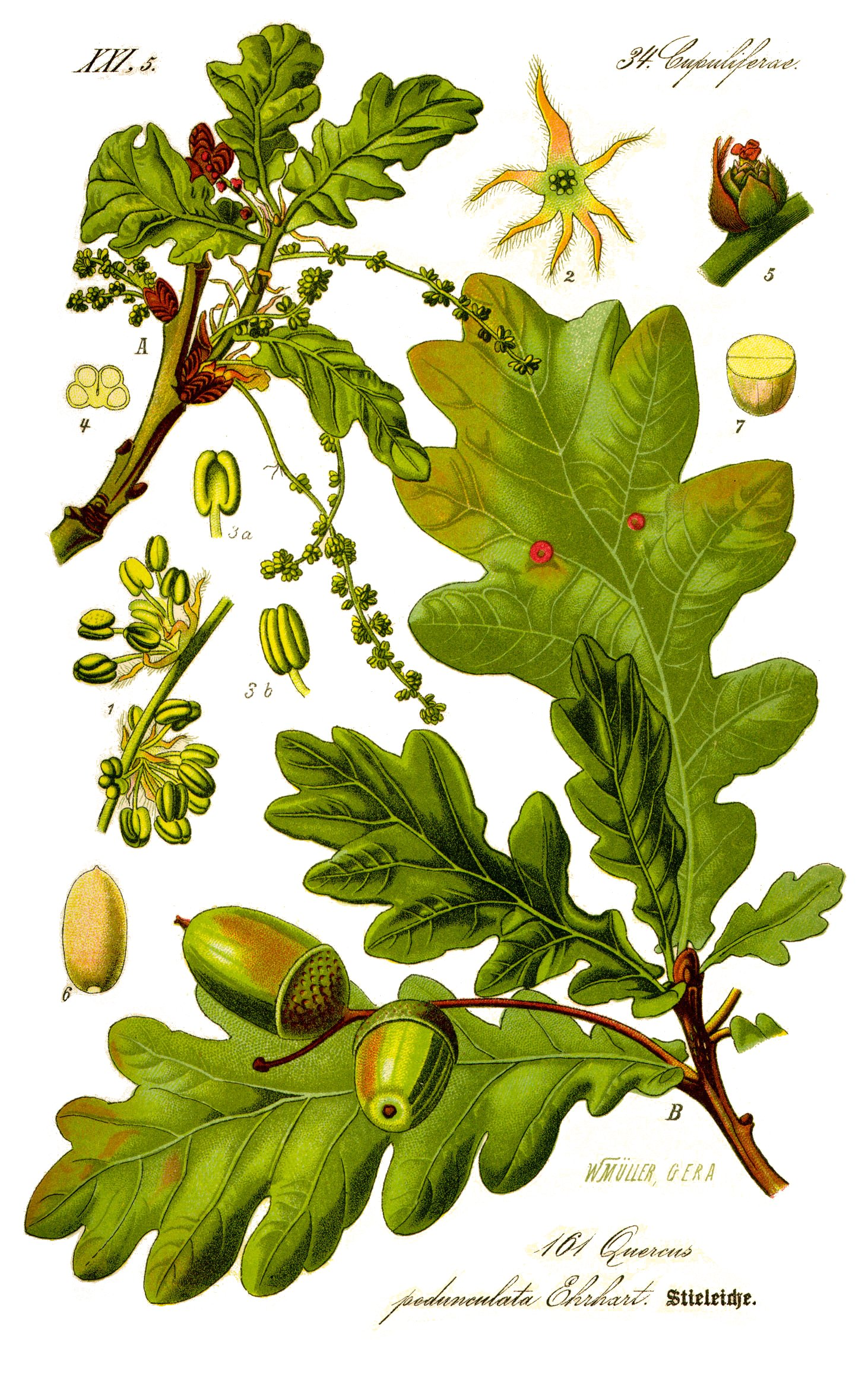
Quercus robur.

Ses caractères distinctifs principaux sont ses feuilles presque sessiles, avec deux oreillettes à la base du limbe, et ses glands groupés.

### Appareil végétatif
C'est un grand arbre de 25 à 35 mètres de haut qui peut dépasser pour certains sujets les 40 mètres. En isolé, il peut atteindre des dimensions imposantes, avec un tronc dépassant les cinq mètres de circonférence.
Sa longévité atteint facilement 500 ans, et des arbres ayant de 700 à 1 000 ans peuvent exister.
Il a une silhouette caractéristique avec sa cime en dôme ample, un houppier irrégulier en raison des grosses branches horizontales noueuses, et un feuillage réparti en amas denses entrecoupés d'éclaircies. L'écorce grise, est lisse et brillante chez les jeunes arbres (jusqu'à 20-30 ans) puis devient sombre, épaisse et densément fissurée en plaques rectangulaires ou hexagonales (crevasses verticales à fond rosé et fentes horizontales moins profondes). Le tronc tend à être très haut et bien régulier en forêt, tandis qu'il est souvent gros et court à découvert dans les campagnes et les villages (d'autant plus qu'il a généralement été exploité en têtard dans le passé, ce qui n'est pas toujours visible lorsqu'il est abandonné depuis très longtemps). Il se divise en grosses branches tortueuses pour former le houppier. 
Les jeunes rameaux sont brun vert, brillants, puis brun gris, à lenticelles pâles et rondes, d'abord un peu pubescents puis glabres, lisses. Très sinueux, ils sont parfois courbés en crosse. Les bourgeons sont en général plus trapus que ceux du chêne sessile. Brièvement ovoïdes globuleux, à peine anguleux, de 0,5 à 1,5 cm de long, ils sont soit isolés le long des rameaux, soit en bouquet de trois à cinq à l'extrémité des rameaux. Brun clair, ils ont de nombreuses écailles obtuses imbriquées ciliées à leur extrémité.
Les feuilles juvéniles présentent souvent une teinte rougeâtre, même chez les individus sains et normaux, car le jeune tissu contient des anthocyanes de jeunesse, pigments bloquant les rayons ultraviolets, ce qui protège les petites feuilles des dommages de la photo-oxydation. Les feuilles de l'année sont pubérulentes et vert-jaunes, devenant plus foncées avec l'âge. Elles sont alors vert foncé à peine luisant sur le dessus, vert glauque et pâles dessous. Chez les ligneux mais également chez les espèces herbacées, dans le cas d’un développement hétéroblastique typique, on observe le long de la tige trois classes de feuilles : les feuilles juvéniles, les feuilles de transition et les feuilles adultes. 
En parallèle de ce cas classique, on rencontre le développement hétéroblastique inversé qui consiste en une juvénilisation de la croissance (les écailles recouvrant les bourgeons indiquent un passage du végétal vers un état de vie ralentie). La production des différents types foliaires est probablement liée à la rythmicité de croissance de cet arbre. Les feuilles caduques sont alternes et simples, souvent groupées en bouquets. Elles sont munies de stipules étroites, linéaires, glabrescentes ou ciliées, très rapidement caduques, d'un très court pétiole, et de deux petits lobes à la base, appelés oreillettes (base du limbe auriculée ou encochée, asymétrique). Elles font 5-12 (-17) cm sur 3-8 (-11) cm. 
Le limbe gaufré un peu ondulé est presque glabre des 2 côtés mais on peut trouver des poils unisériés et quelques poils solitaires sur la veine médiane dessus, et dessous des poils unisériés diffus mais plus nombreux aux aisselles, ainsi que des poils solitaires sur la veine médiane. Elles ont de 4 à 5 paires de lobes inégaux (plus rarement 2 ou 7-8) au sommet aigu, arrondi ou rétus, séparés par des sinus obtus plus ou moins profonds ; la plus grande largeur de limbe est dans le tiers supérieur (à la différence de Quercus petraea) ; le limbe est parcouru de 5 à 7 paires de nervures secondaires en relief ; le pétiole semicylindrique, glabre, est court et jaunâtre (0,4 à 0,7 cm).

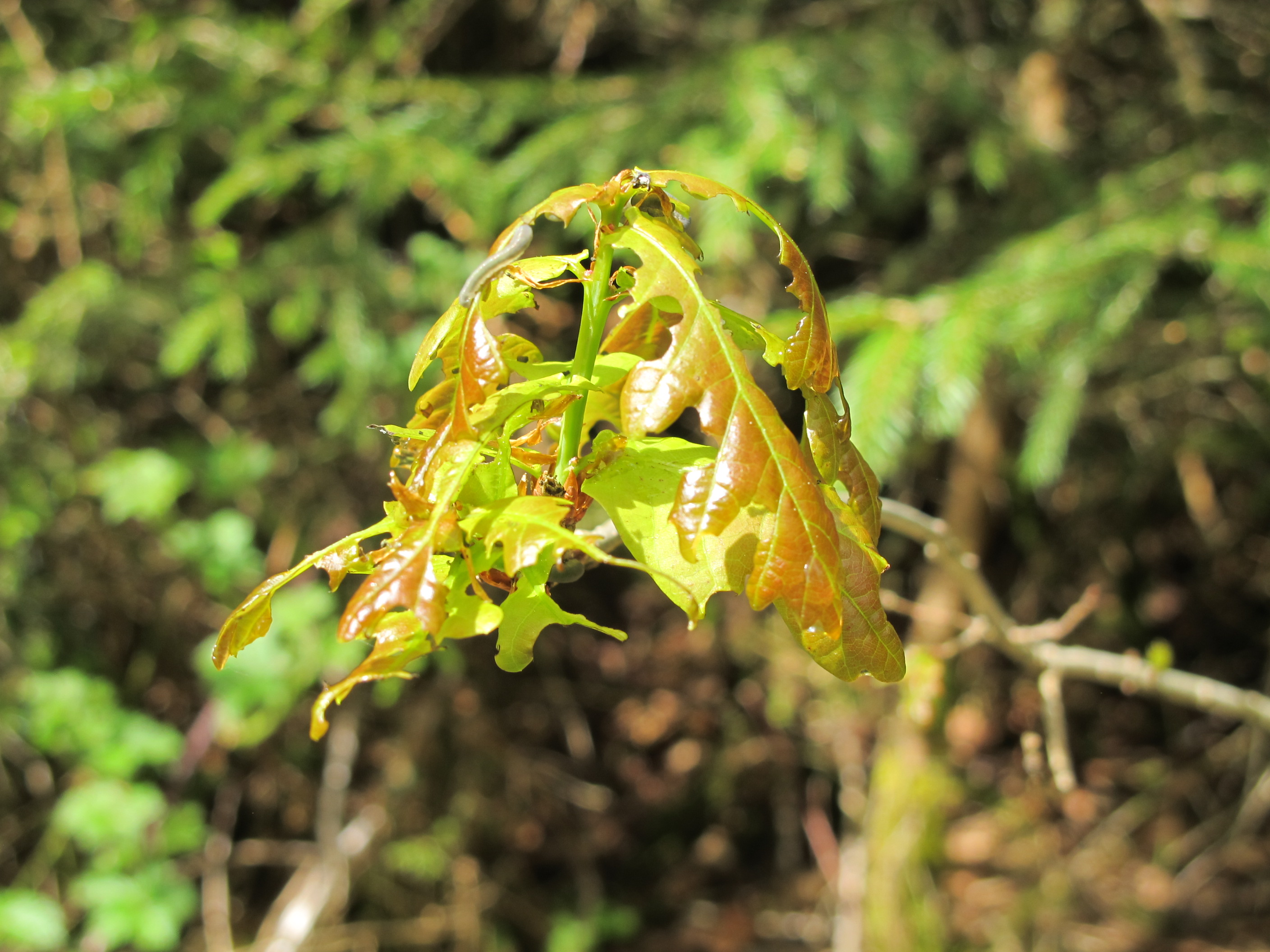
Feuilles juvéniles teintées de rouge.
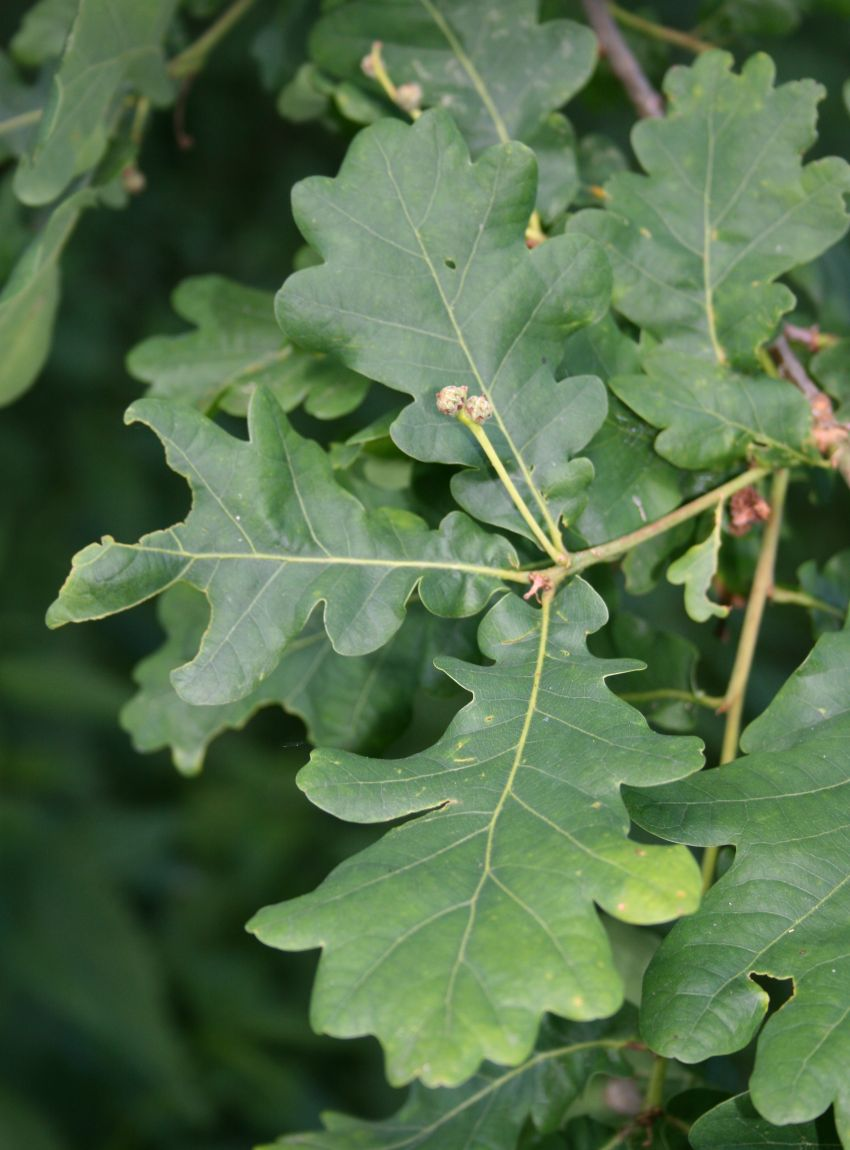
Feuillage adulte.
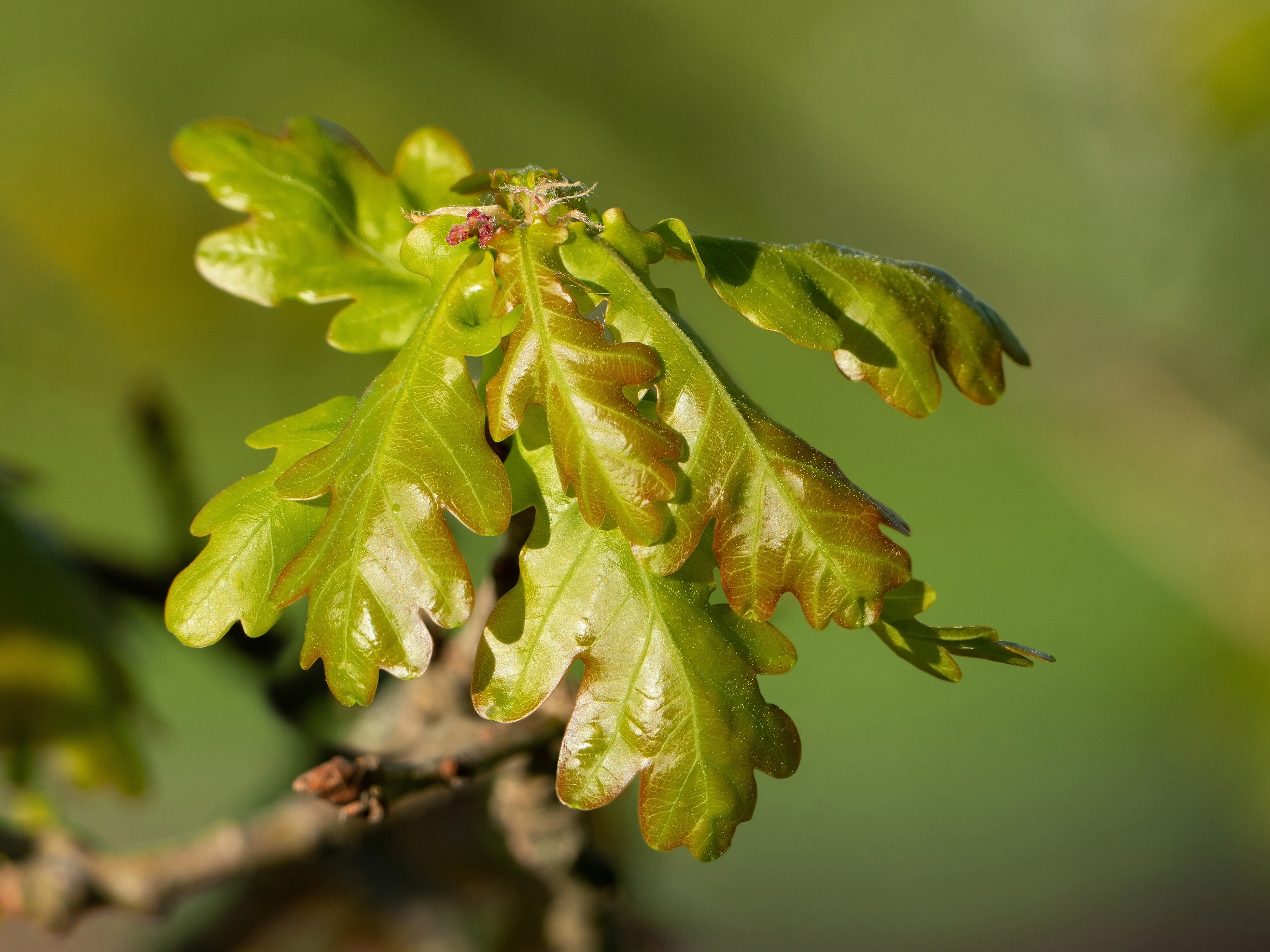
Jeunes feuilles de chêne avec des fleurs femelles à Lysekil (Suède).

### Appareil reproducteur

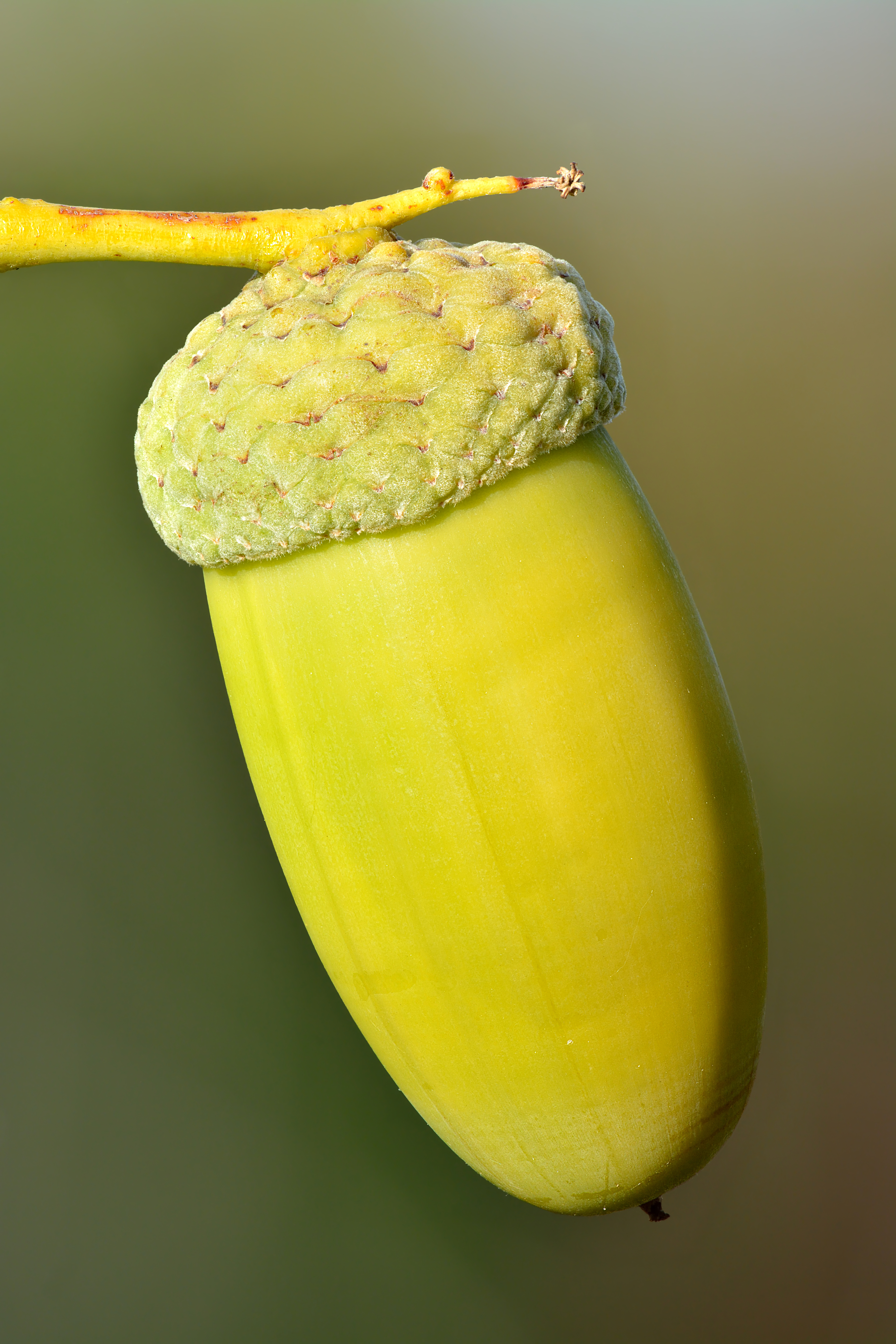
Gland

Espèce monoïque, la floraison a lieu d'avril à mai, avant la feuillaison. Les chatons s'ouvrent en avril-mai.
Les chatons mâles vert jaune de 2 à 10 cm, ont un rachis un peu poilu ou glabrescent portant une douzaine de fleurs-assez rapprochées, avec des bractées linéaires à leur base ; interrompus, lâches et pendants, ces inflorescences apparaissent avant la feuillaison ; le périanthe jaune verdâtre est lacinié, composé de (5-)6(-8) lobes profonds, linéaires-lancéolés, aigus, glabres sur les deux faces ou poilus en dehors ; l'androcée est constitué de 4 à 12 étamines glabres ; les filets, plus courts que le périanthe, sont également glabres, comme les anthères ovoïdes.
Les chatons femelles, glabres, situés à l'aisselle des feuilles supérieures, sont dressés obliquement. Ils portent vers la partie supérieure 2 à 5 fleurs espacées, rarement plus ; l'axe grêle, très allongé, fait de 3 à 10 cm ; souvent coudé, il est glabre et brillant ; les fleurs, qui ont à leur base des bractées ovales, longuement acuminées, dépassant la fleur, sont protégées par un périanthe formée de 4 à 6 lobes courts ; les 3 styles courts sont soudés dans leur partie inférieure et dilatés en stigmates rouge foncé, égaux, réfléchis, étalés à maturité.
La fructification a lieu tous les deux ou trois ans, à partir de 60 ans. Le pédoncule fructifère glabre, long de 3 à 6(-12) centimètres, pendant à maturité, portant 1-3, rarement 4 à 5 fruits, très rarement plus, à maturation annuelle. Ces fruits sont des glands ovoïdes, tronqués à la base, glabres, faisant de 1,5-4 cm sur 8-16 mm, brun clair à foncé, parfois striés de raies longitudinales plus foncées, souvent ridés, à apex légèrement déprimé portant un stylopodium conique, pubescent ; les glands sont souvent groupés par 3 (de 1 à 5, avec la présence possible de cupule avortée) sur un long pédoncule fin de 4 à 10 cm (de longueur supérieure ou égale à celle de la feuille) ; la cicatrice basilaire presque plane, à pores très fins, fait 4-5 millimètres de diamètre ; la cupule subhémisphérique, peu profonde, couvrant 1/4 à la moitié du gland, est parfois aussi haute que large, rarement cyathiforme ; de 1,5 à 2 cm de diamètre, à bord tranchant, elle est munie d'écailles imbriquées triangulaires, espacées, peu nombreuses, très longuement soudées à la paroi de la cupule sauf la pointe apprimée, cendrées, assez grosses, brun grisâtre ou brunâtres, légèrement velues ou glabres ; le fruit est mûr en un an en septembre-octobre.

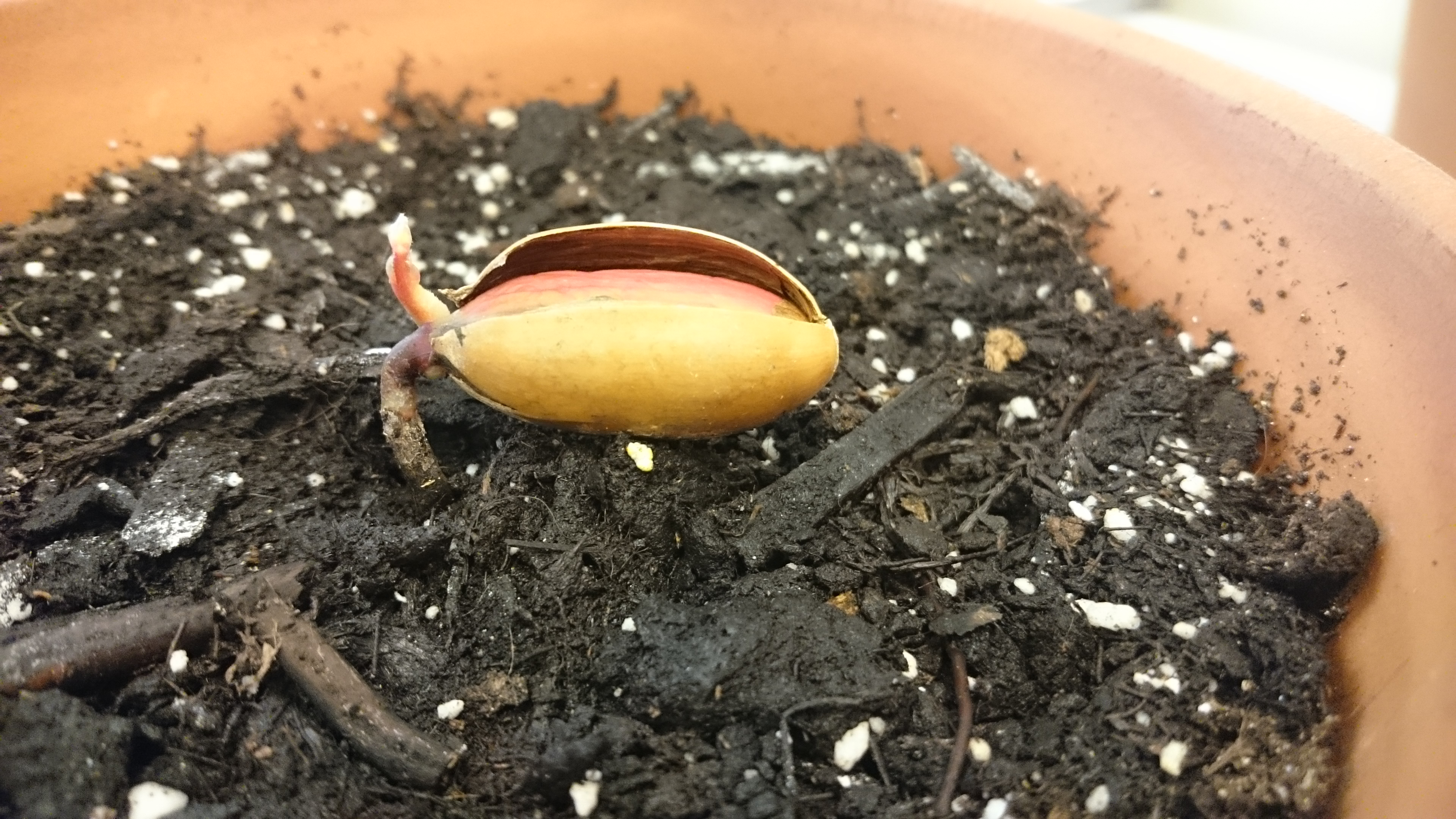
Gland d'un chêne pédonculé 22 jours après avoir été semé : l'hypocotyle rougeâtre s'allonge[15].
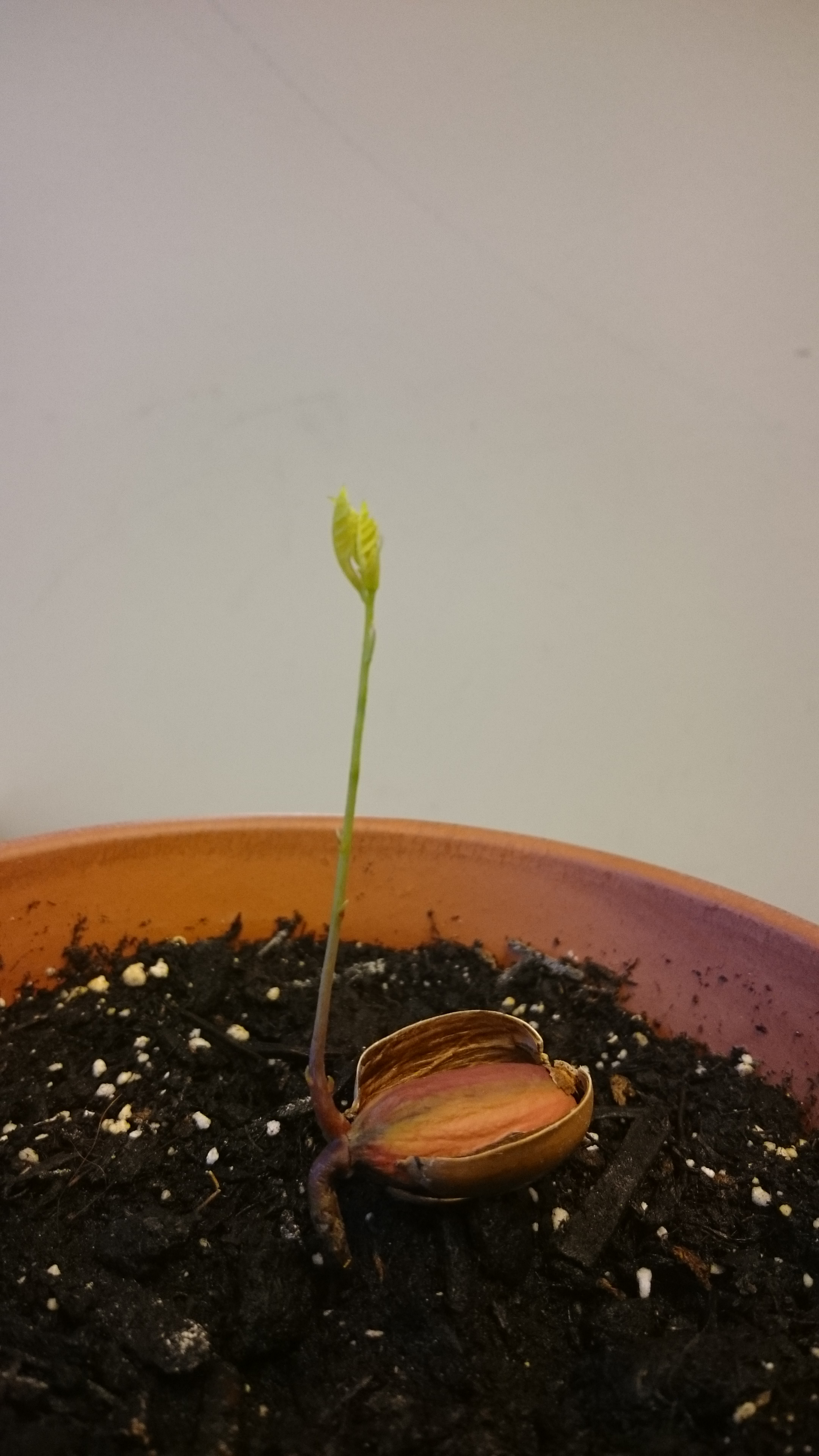
Chêne pédonculé 29 jours après avoir été semé.
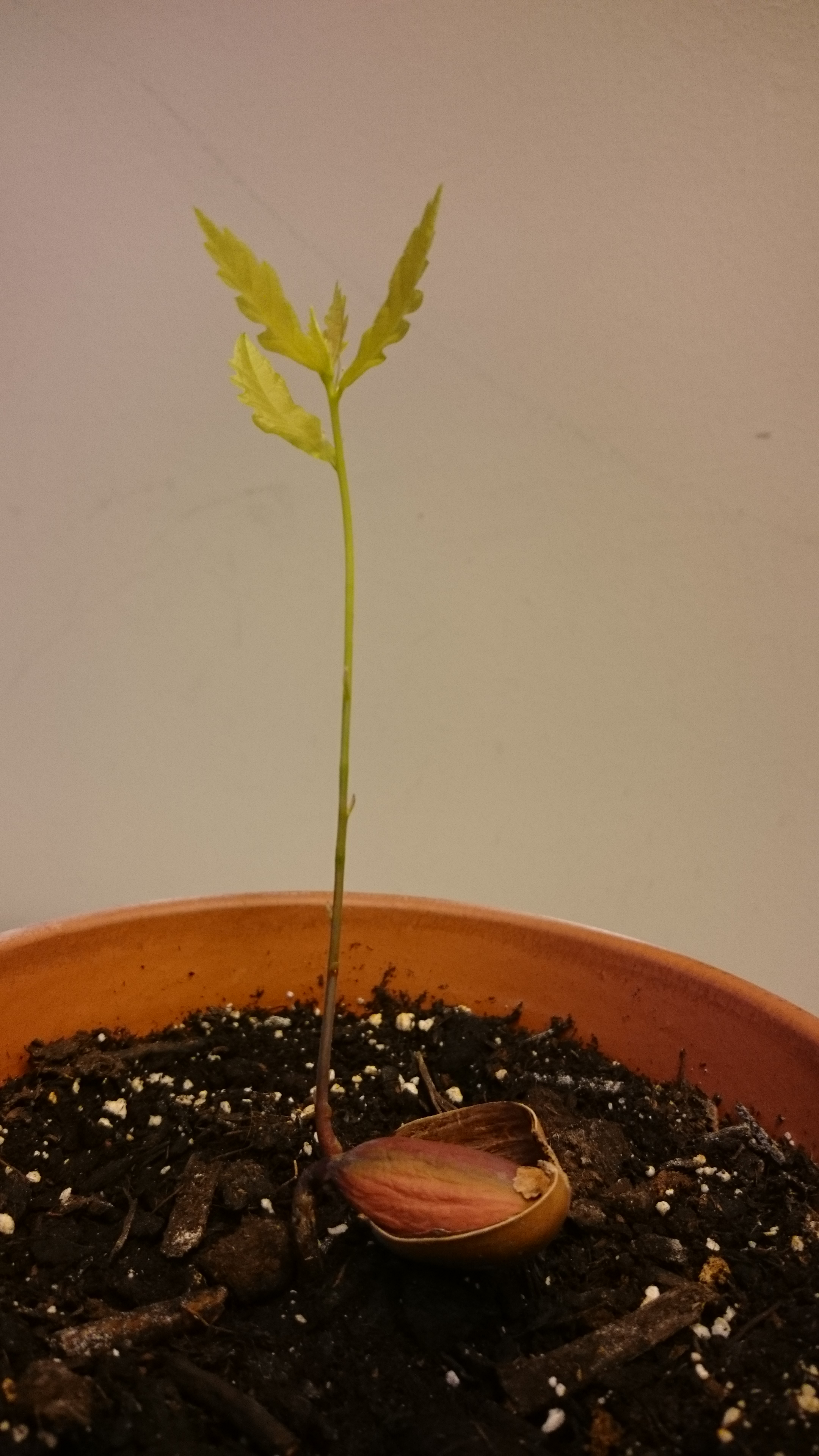
Chêne pédonculé 32 jours après avoir été semé.
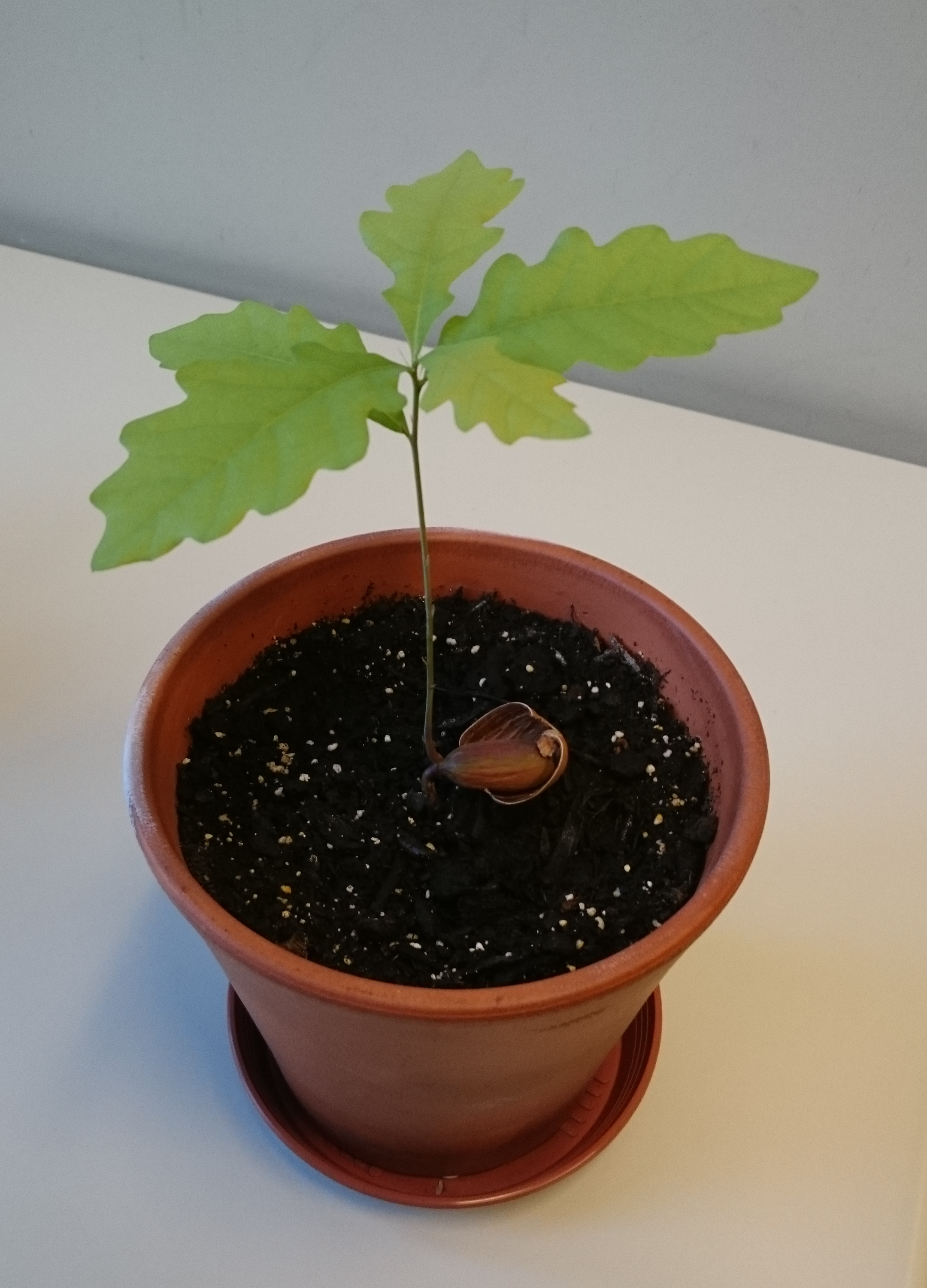
Chêne pédonculé 39 jours après avoir été semé.

## Génétique

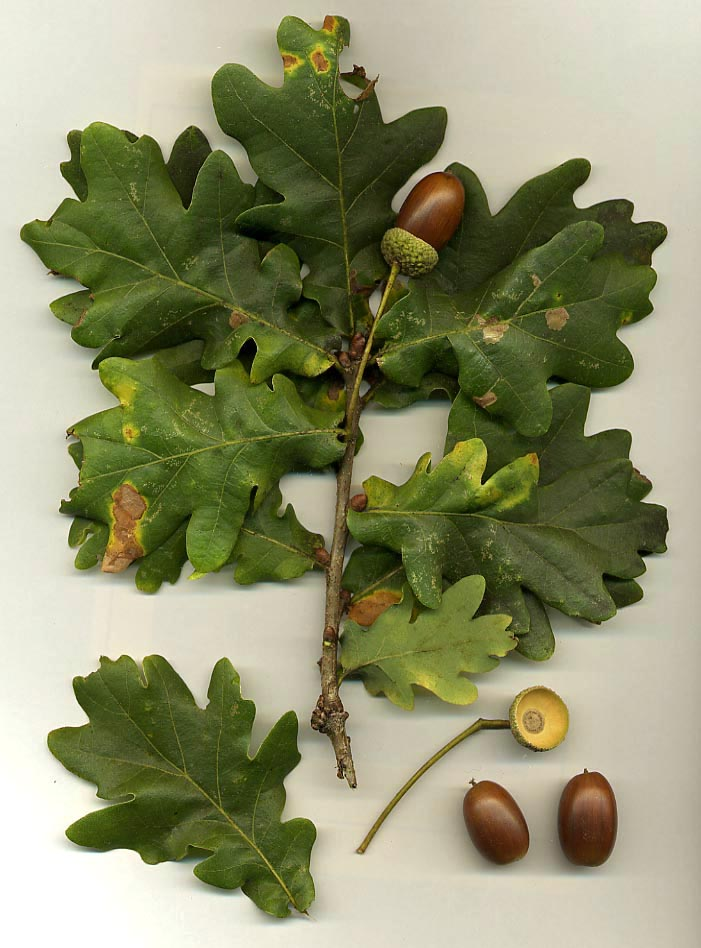
Feuilles et fruits de l'espèce Quercus robur.

Comme la plupart des plantes vasculaires, Quercus robur est une espèce diploïde. Son génome comporte 12 paires de chromosomes, environ 26 000 gènes et 750 millions de paires de bases.
Grâce au programme français Genoak, un consortium piloté par l’INRA de Bordeaux-Aquitaine en partenariat avec le Centre National de Séquençage du CEA (Genoscope), le génome du chêne pédonculé a été séquencé en 2015. Trois années de travaux ont permis de décrypter l’ensemble de l’information génétique portée par ses 12 paires de chromosomes. Le consortium a caractérisé 26 000 gènes et estimé que la moitié du génome était constituée d’éléments répétés. Il s’agit du premier séquençage pour une espèce du genre Quercus très largement répandu dans l’hémisphère nord.
Cette avancée devrait permettre de mieux comprendre les mécanismes d’adaptation des arbres aux changements climatiques, mais aussi, à terme, de mieux comprendre la formation des tanins dans le vin lors de son élevage en barrique. Ce génome aura valeur de référence pour les autres espèces de chênes blancs (voir Chêne blanc ), mais également pour des espèces plus éloignées de la famille des Fagacées (châtaignier ou hêtre). Il permettra d’étudier la régulation interne des espèces très longévives exposées à de fortes variations climatiques annuelles, voire à des événements extrêmes au cours de leur vie.
Le chêne pédonculé est particulièrement bien adapté à une association avec la Truffe blanche (https://www.robinpepinieres.com/fr/plants-truffiers/1056-1907-chene-pedoncule-mycorhize-truffe-blanche.html#/28-godet-043_litre). 

## Répartition géographique
Quercus robur est une espèce ubiquiste euro-caucasienne, répartie dans les climats océanique, sub-océanique et les climats continentaux assez modérés et humides, et dans une moindre mesure sous climat méditerranéen sur des sols qui restent humides toute l'année. Le chêne pédonculé est très commun dans les plaines de toute la France, de Suisse et de Belgique, hormis dans la région méditerranéenne où il est plus rare. Il s'associe avec des conifères dans les forêts boréales mixtes.
C'est essentiellement un arbre de l'étage collinéen (plaines et collines) et de la base de l'étage montagnard, il ne monte pas au-delà de 1300 m d'altitude.
Parmi les chênes européens, le chêne pédonculé et le chêne sessile sont les principales essences à vocation économique. La France, avec 4,5 millions d’hectares, possède 30 à 40 % de la superficie couverte par ces deux essences en Europe. Elle est ainsi le premier pays producteur de chênes en Europe et deuxième dans le monde, après les États-Unis. La France est le pays européen qui compte le plus de chênes.
Cette espèce s'est naturalisée en Amérique du Nord, il n'est pas rare de voir une régénération abondante de chêne pédonculé là où git un individu mature. Le chêne pédonculé s'hybride naturellement avec les essences locales de l'Amérique du Nord, avec l'ensemble des membres du sous-genre des chênes blancs: Chêne blanc, Chêne bicolore, Chêne à gros fruits et probablement d'autres.

## Caractéristiques écologiques

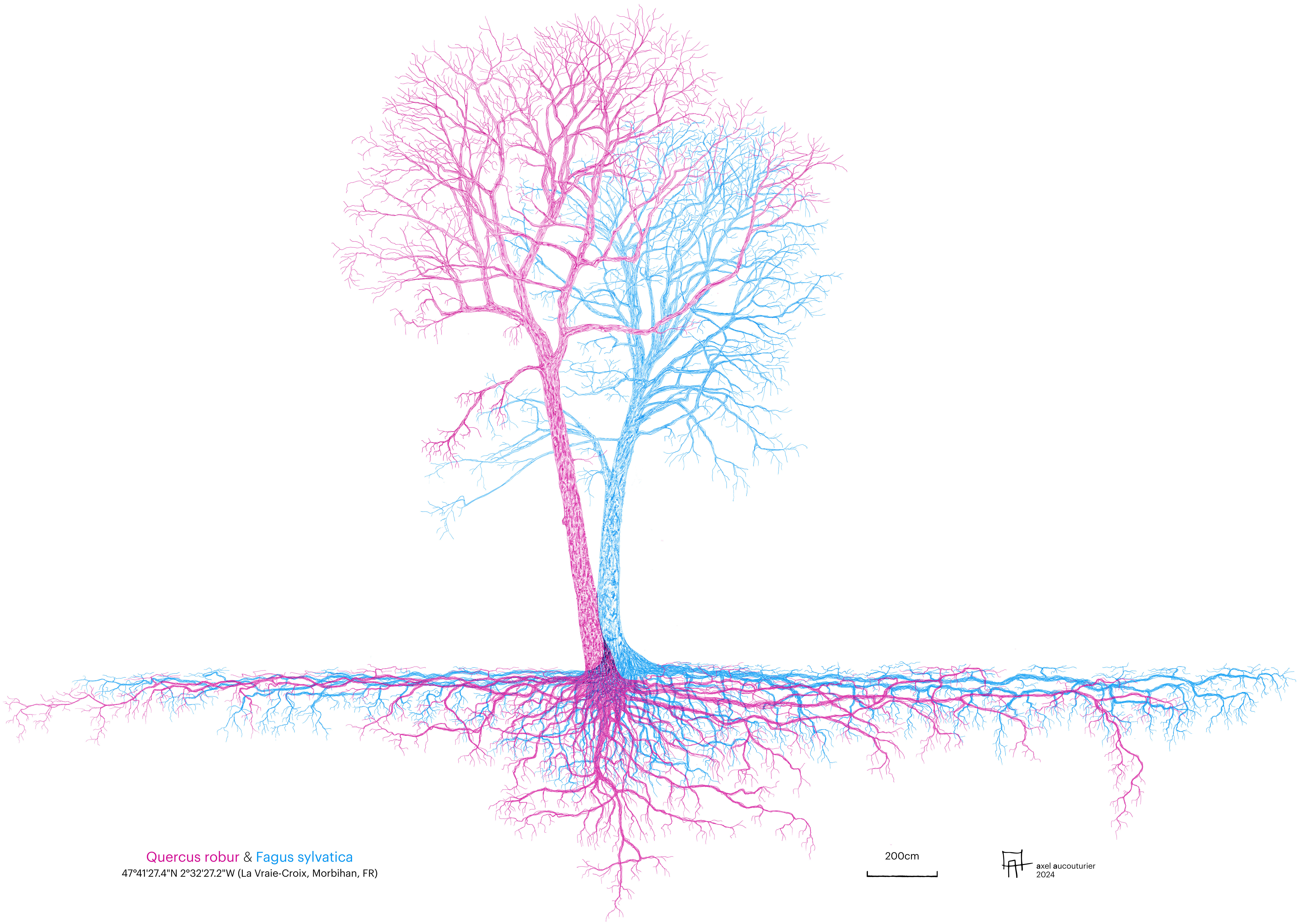
Chêne (Quercus robur) et Hêtre (Fagus sylvatica) "siamois" dans le parc de la Salle de sport de La Vraie-Croix (Morbihan). Dessin Axel Aucouturier, 2024

- En raison du haut degré d’héliophilie de Quercus robur à ses premiers stades de vie et de sa plasticité écologique, ce chêne est une essence pionnière à postpionnière[20].
- Il se développe sur des substrats variés : argiles, limons, sables, tourbe.
- C'est une espèce dont le développement optimal se trouve sur des sols mésophiles (ni secs ni très humides) et surtout mésohygrophiles (sols frais à humides), mais se trouve aussi en situation mésoxérophile (sols moyennement secs) du fait de son comportement pionnier, mais il a besoin d'eau en période de croissance (plus que le chêne sessile) et supporte l'ennoiement[10]. Le chêne pédonculé supporte mal les fortes sécheresses estivales contrairement au chêne sessile. 
C'est en France et en Europe l'espèce de chêne la plus adaptée aux zones humides et à la forêt inondable. Le chêne pédonculé adulte supporte l'inondation[21], de même que ses glands (ce qui n'est pas le cas de ceux du chêne sessile[22]). Des études ont porté en France sur les réactions de différentes espèces de chênes face à l'ennoyage[23], avec recherche « de marqueurs physiologiques de tolérance à l’ennoyage »[24].
- Large amplitude en ce qui concerne la richesse du sol en éléments nutritifs, l'acidité du sol ou sa teneur en calcaire, mais avec un optimum de développement sur les mulls eutrophes (sols riches) à mésotrophes (moyens) sur sols profonds bien alimentés en eau. Mais il est aussi très adapté aux sols acides et oligotrophes (pauvres), s'ils sont bien alimentés en eau, mais sa croissance est plus lente et la production est faible dans cette situation (d'où un enrésinement fréquent avec des pins sur ces sols).
- Sensible à l'oïdium.
- Permet le développement de divers types de galles.

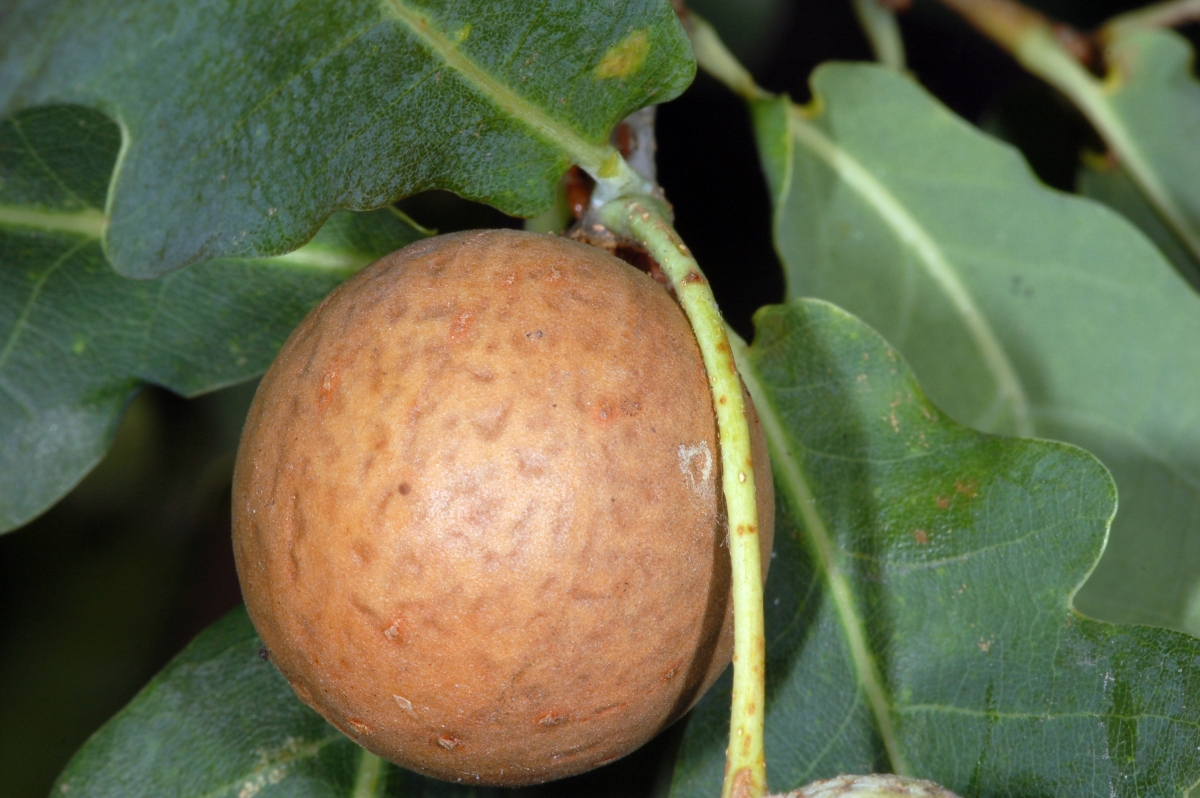
Galle en forme de bille de bois d’Andricus kollari.
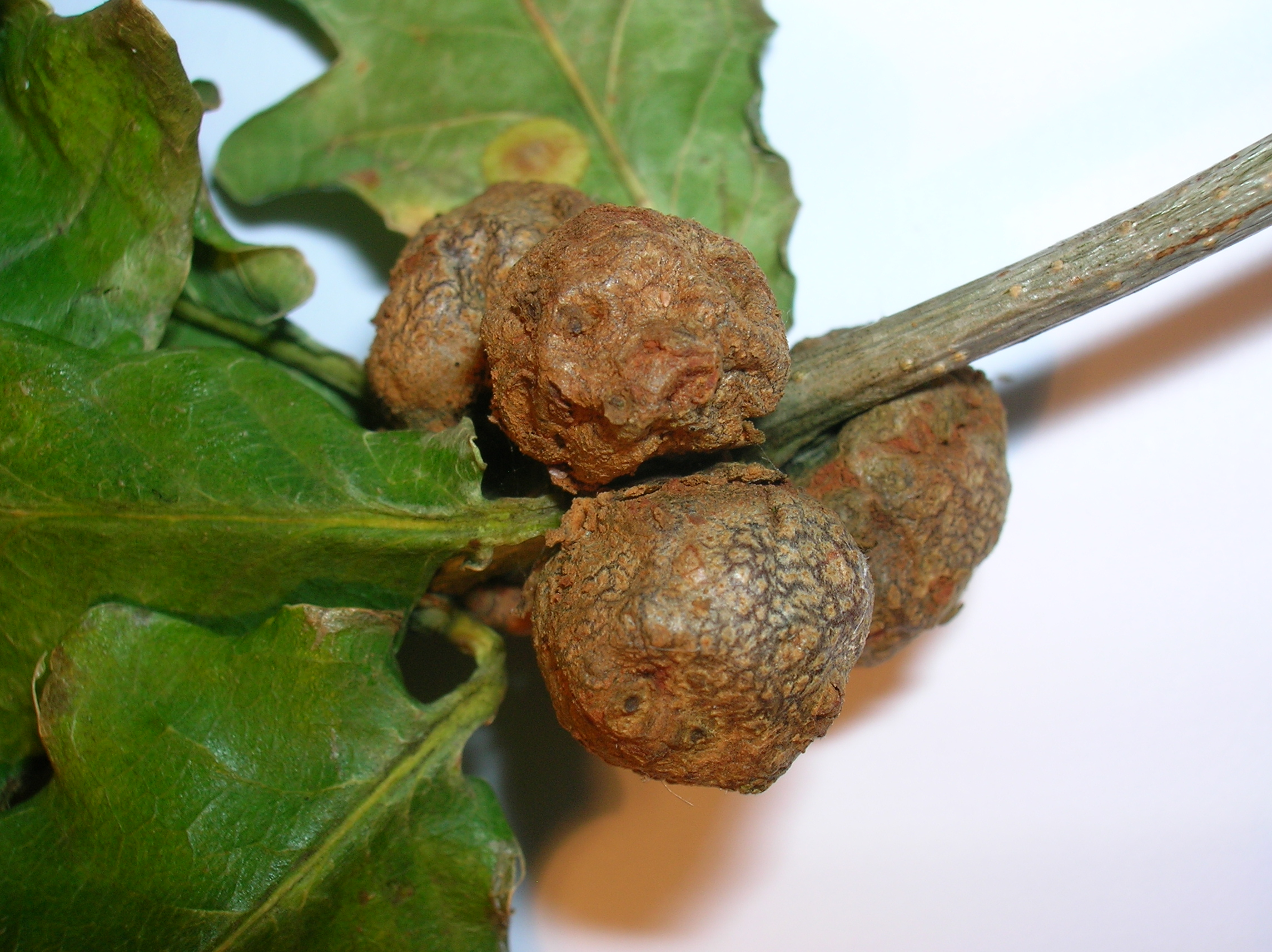
Galle d’Andricus lignicola qui présente des déchirures et irrégularités.
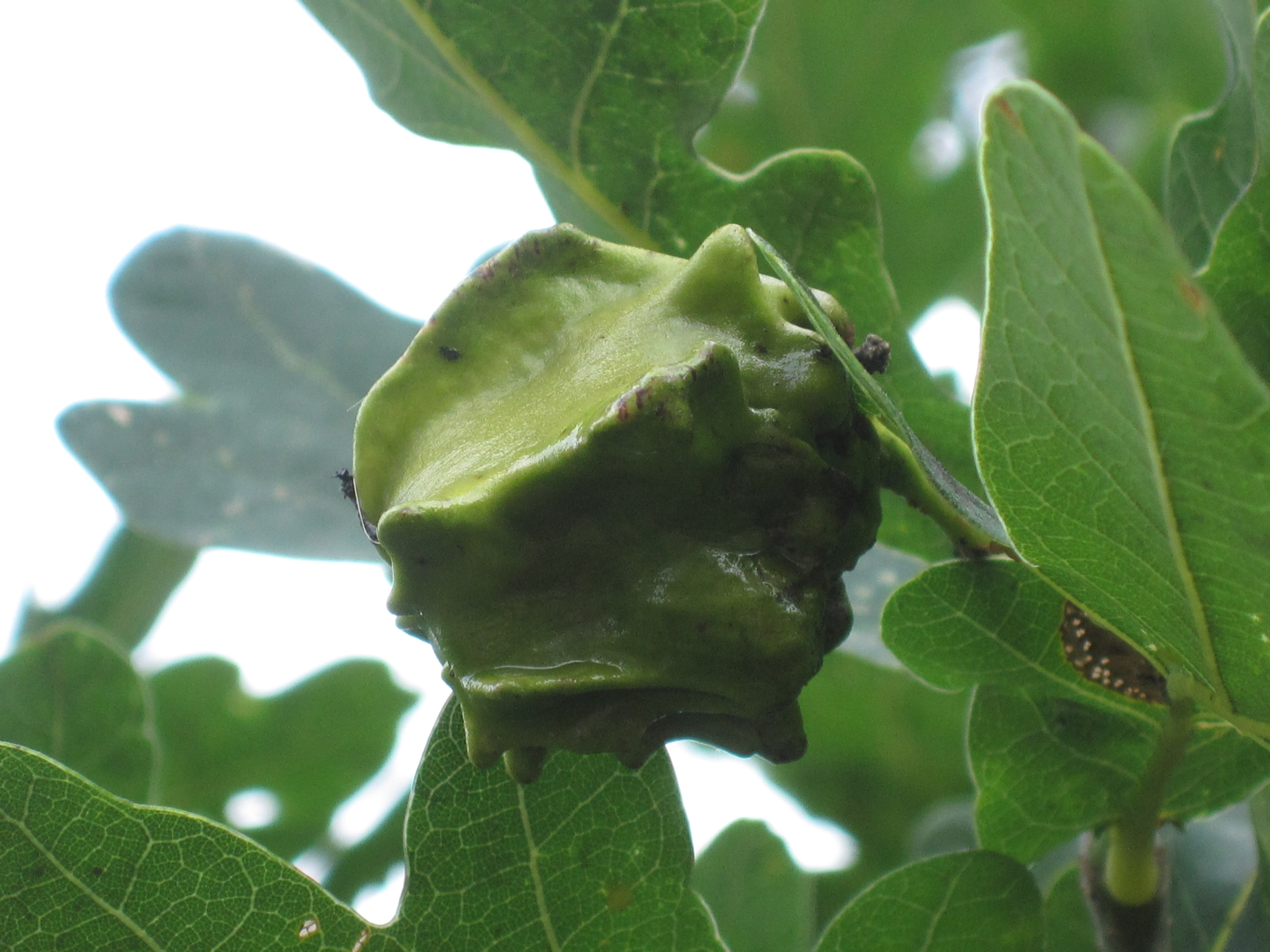
Galle à crêtes longitudinales d’Andricus lignicola.
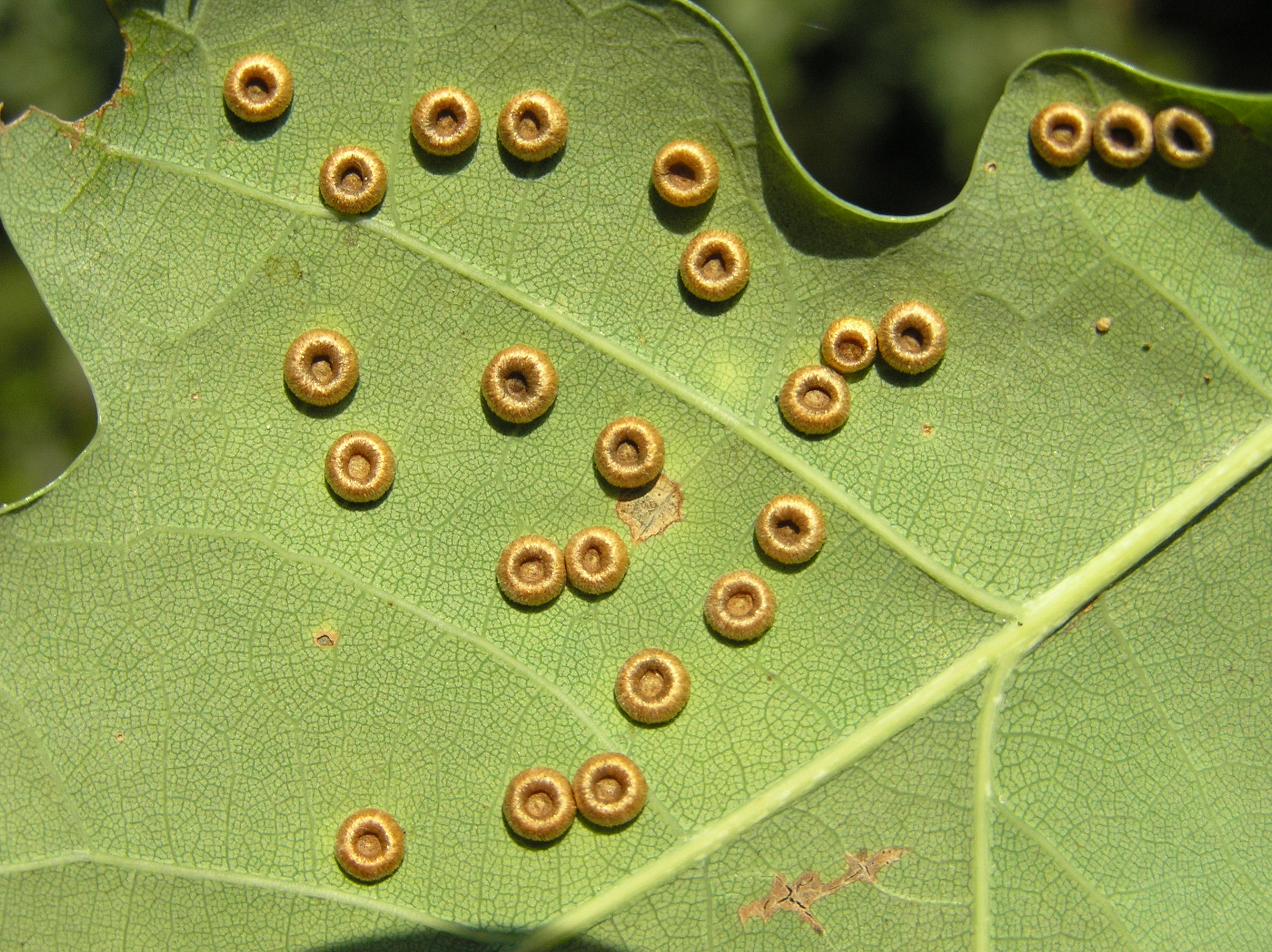
Galles boutons de Neuroterus numismalis.
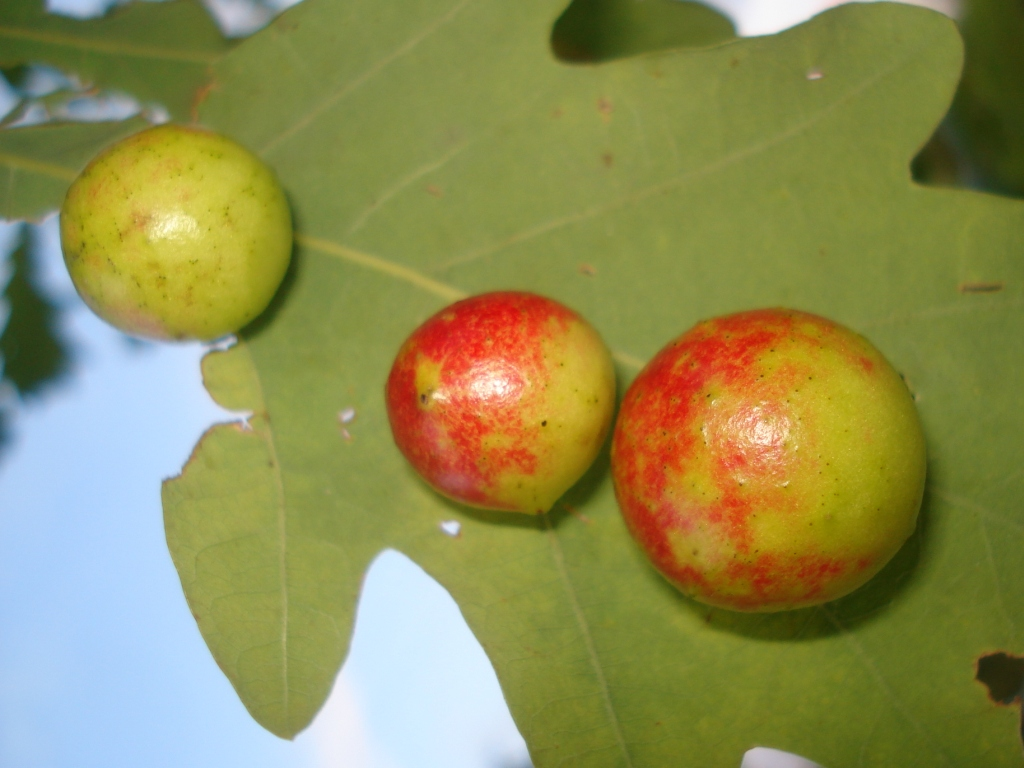
Galle-pomme ou galle-cerise de Cynips quercusfolii.
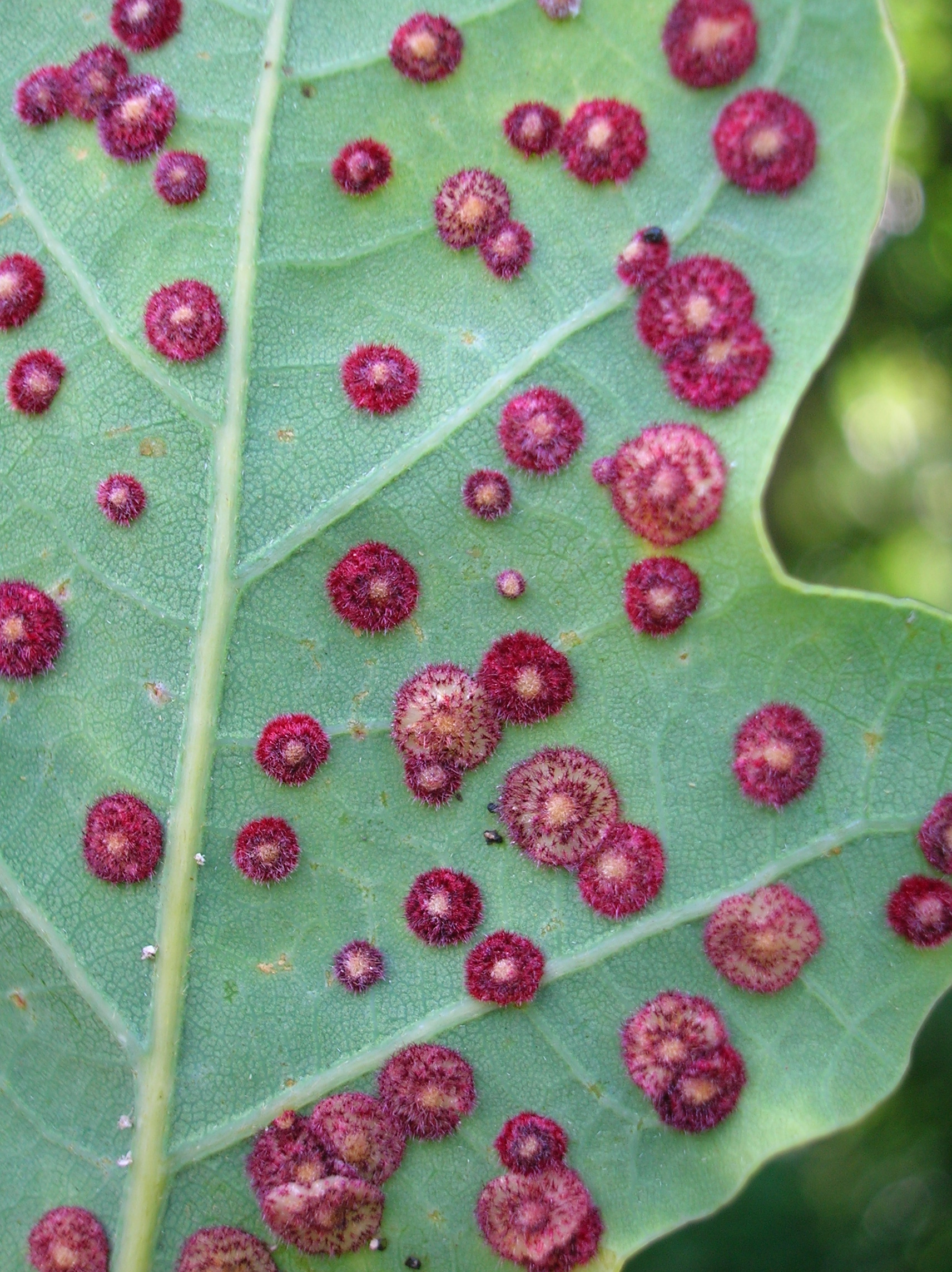
Galle-lentille de Neuroterus quercusbaccarum.
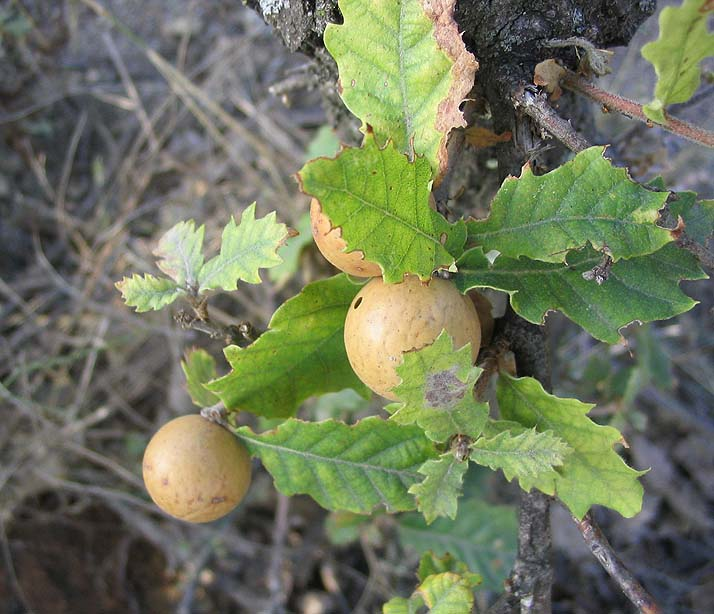
Galle-artichaut d'Andricus fecundatrix.

## Biotope, phytosociologie
- C'est une essence majeure de plusieurs groupements forestiers importants: toutes les variantes de la chênaie à charme (Carpinion betuli)[25] sur des sols frais et plus ou moins riches, la chênaie acidophile oligotrophe à molinie (Quercion roboris) sur les sols acides assez pauvres à engorgement temporaire[26],[27], et les diverses forêts humides et ripicoles (Alnion incana) surtout les variantes "à bois dur". Elle se trouve aussi de façon plus secondaire dans d'autres groupements forestiers.
- Elle est anciennement cultivée dans les campagnes: le chêne pédonculé était autrefois massivement planté dans les bocages et taillés en têtard et en émondes pour fournir du bois de feu. Ces chênes aujourd’hui fréquemment abandonnés quand ils ont subsisté forment souvent des arbres devenus libres et pittoresques très caractéristiques avec de gros troncs courts et parfois creux.
- En tant qu'essence pionnière on la rencontre fréquemment dans les friches, les haies et les accrues[28].

## Le bois
Le bois de Quercus robur est quasiment indiscernable de celui de son cousin Quercus petraea. Avec les mêmes propriétés et aspect, ils sont généralement tous les deux vendus sous la simple appellation "chêne" qui désigne en France conventionnellement le bois de ces deux espèces mais pas des autres chênes. C'est un des bois d’œuvre de feuillu les plus importants d'Europe et de France, avec des utilisations anciennes et traditionnelles nombreuses et variées. Le bois d’œuvre provient essentiellement d'arbres forestiers de futaie aux troncs hauts et longs et à développement régulier.

### Caractéristiques du bois de chêne

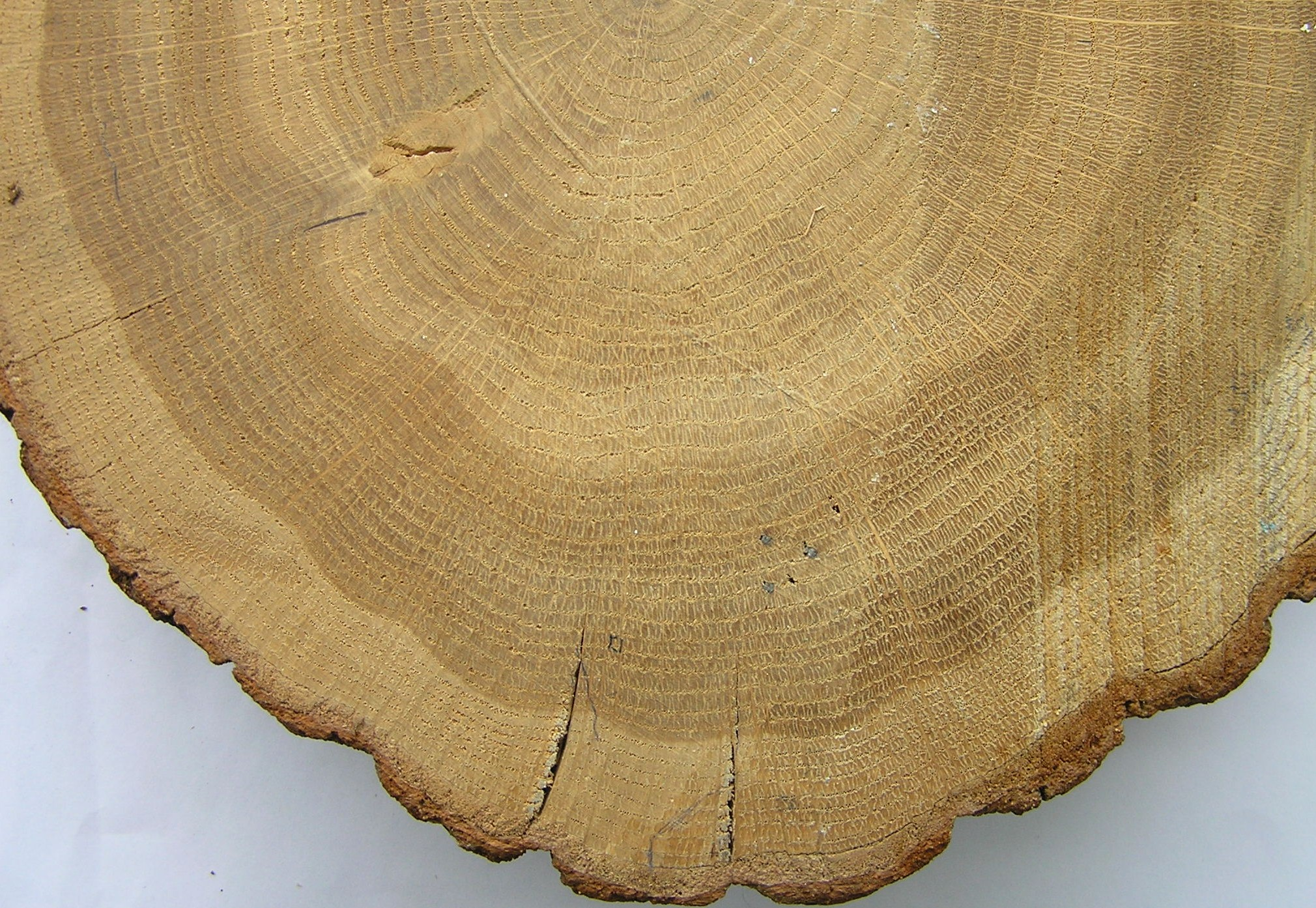
Bois de Quercus robur (section transversale).

- Bois à aubier (bois jeune) et duramen (bois de cœur) distincts: aubier clair blanc-jaunâtre et duramen plus ou moins foncé selon les provenances et les conditions de croissance[28].
- Cernes d’accroissement annuel bien visibles : zone initiale poreuse constituée de gros vaisseaux de printemps, bois d'été constitué de petits vaisseaux et de fibres.
- Présence simultanée de très petits et très gros rayons ligneux (motif de maille traversant les cernes qui apparait quand la section est proche de la section radiale, très apprécié en ébénisterie).
- Bois se travaillant bien, se fendant bien, de bonne densité et de fortes propriétés mécaniques (comparativement aux autres bois européens), il est considéré comme d’excellente qualité parmi les bois courants européens.
- La qualité et les propriétés du bois de chêne, et donc son utilisation, varient considérablement en fonction des conditions de croissance de l'arbre et des modes de sylviculture :
  - cernes larges (croissance rapide) : fortes propriétés mécaniques, bois dense et dur, et grain plus grossier.
  - cernes fins (croissance lente) : propriétés technologiques excellentes, couleurs et motifs recherchés, le bois est plus tendre et à grain fin, se sculptant bien.
- La richesse du bois de chêne en tanins le rend durable face aux attaques de champignons et insectes xylophages (le duramen seulement, l'aubier est sensible), et même moyennement durable face aux termites. Classe d'utilisation : classe 3 (utilisable à l’extérieur, mais hors contact avec le sol)[29]. Utilisé sous l'eau (pilotis), la durabilité est presque illimitée.

### Utilisations du bois d’œuvre
- Les bois de bonne qualité sont utilisés en décoration intérieure, tranchage pour placage, mobilier et ébénisterie, escaliers, tournerie, sculpture, merrains de tonnellerie. Les bois de qualité plus ordinaire en menuiserie, parquet, construction (charpente, solivage) traverses de chemin de fer, poteaux et piquets.
- Autrefois le chêne était un bois majeur et irremplaçable pour de la construction navale, mais aussi pour les charpentes monumentales (églises, châteaux, cathédrales), pour la construction domestique (pan de bois, maisons à colombage) avant l'utilisation massive des bois de résineux issus de la sylviculture et d'importations ; les ponts en bois, les écluses, les pilotis ; le charronnage (jantes, roues, moyeux) ; des pièces de machines, les wagons de train, le bois de mine, etc.

Pour la fabrication de merrains en tonnellerie, le bois du chêne pédonculé et celui du chêne sessile sont de nos jours considérés comme bien distincts, par leurs caractéristiques organoleptiques distinctes qu'ils apportent au vin, les différents tanins et arômes et leurs quantités différent sensiblement. De plus le bois du chêne pédonculé, plus poreux, libère plus rapidement dans le vin des tanins puissants, comparativement au chêne sessile qui apporte plus lentement un gout tannique plus fin et souple mais aussi plus aromatique. Cependant cela varie considérablement en fonction de la provenance et même des conditions de croissance de chaque arbre.

### Autres utilisations du bois
- C'est un très bon bois de feu. Il est parfois cultivé en taillis en forêt, et surtout en arbres têtards dans les campagnes pour cette fin. Le chêne pédonculé se prête plus couramment à la taille en têtard que le chêne sessile. On utilise aussi comme bois de feu le bois forestier d'élagage ou impropres au sciage : branches, chutes, bois tordus ou altérés. Il fournissait autrefois un très bon charbon de bois, estimé en métallurgie.
- Pâte à papier (bois d’éclaircie), panneaux de fibres et particules (chutes de scierie, petits bois).
- L'écorce fournit du tan, source de tanins autrefois indispensable en tannerie pour le tannage du cuir, transférant au cuir la durabilité et la résistance du bois du chêne face à la biodégradabilité.

## Utilisation des glands
Les glands tombent lors de la glandée en automne. Ils nourrissent les cochons (surtout anciennement) et aussi les sangliers, leurs cousins sauvages.

## Cultivars
Il existe un certain nombre de cultivars, à usage ornemental essentiellement :
- Fastigiata : assez peu commun, avec un port fastigié étroit et régulier comme un peuplier d'Italie, mais au feuillage bien plus vert et dense, ayant presque l’allure d'un cyprès d'Italie lorsqu'il est en feuille en été mais en version plus ample et douce. Il peut atteindre de très grandes dimensions mais sa croissance est lente. Belles couleurs en automne et le feuillage marcescent reste partiellement en place à l'état desséché durant quelques mois au début de l’hiver[31], et ramure forte et dense, lobée, tortueuse, décorative en hiver. Le feuillage de printemps s’épanouit en vert tendre comme pour les chênes sauvages. Il est fertile, donne des glands et attire le même important cortège faunistique autochtone que les chênes sauvages.
- Concordia : rare, n'atteint pas de grandes tailles, avec un feuillage jaune pâle vif au printemps puis vert pâle.
- Atropurpurea : rare, atrophié et au feuillage pourpre.
- Filicifolia : rare, arbre assez petit et souvent grêle, gris, avec feuillage finement découpé.

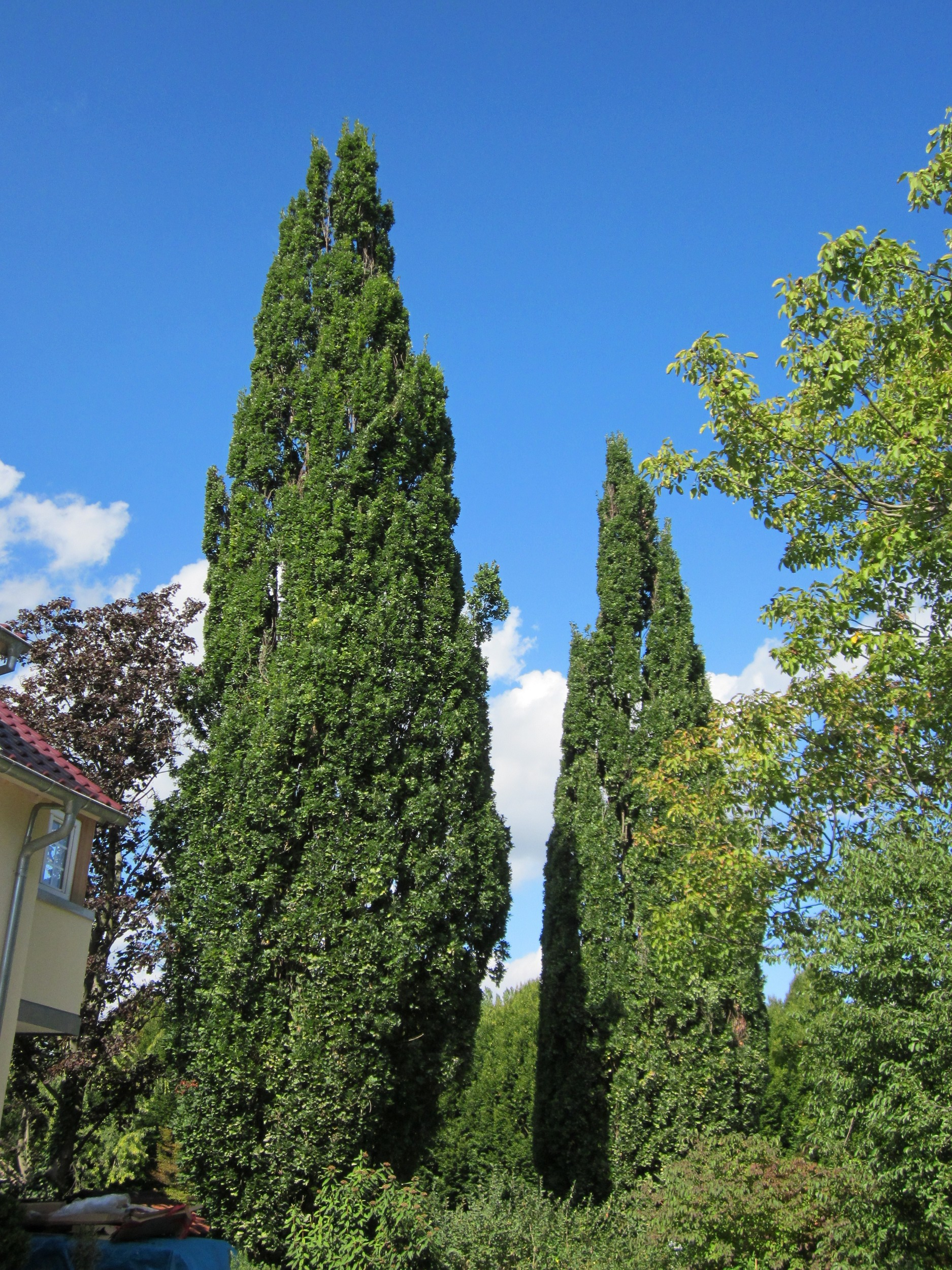
Quercus robur f. fastigiata, un cultivar au port fastigié, en été.
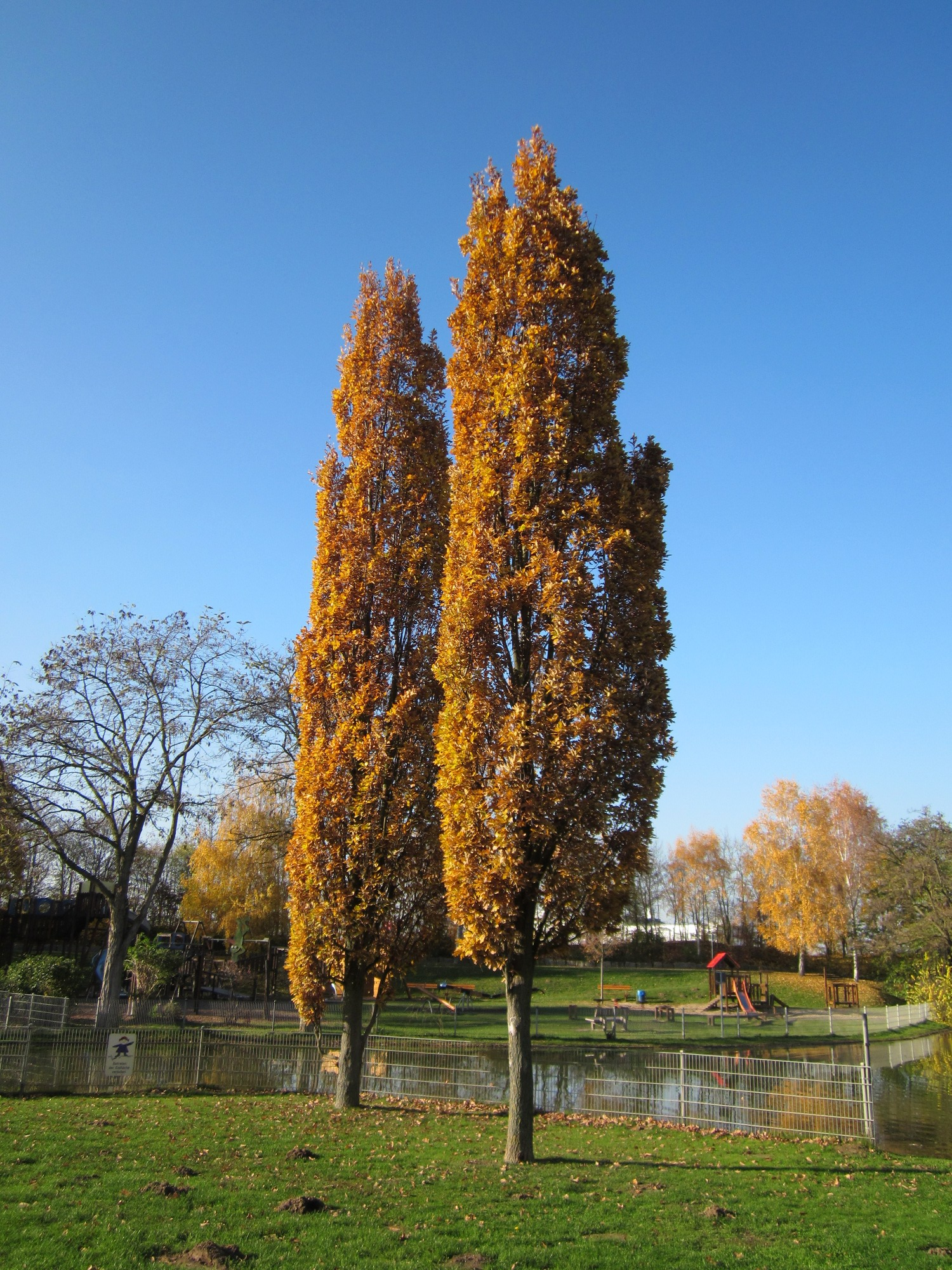
Quercus robur f. fastigiata, en automne.
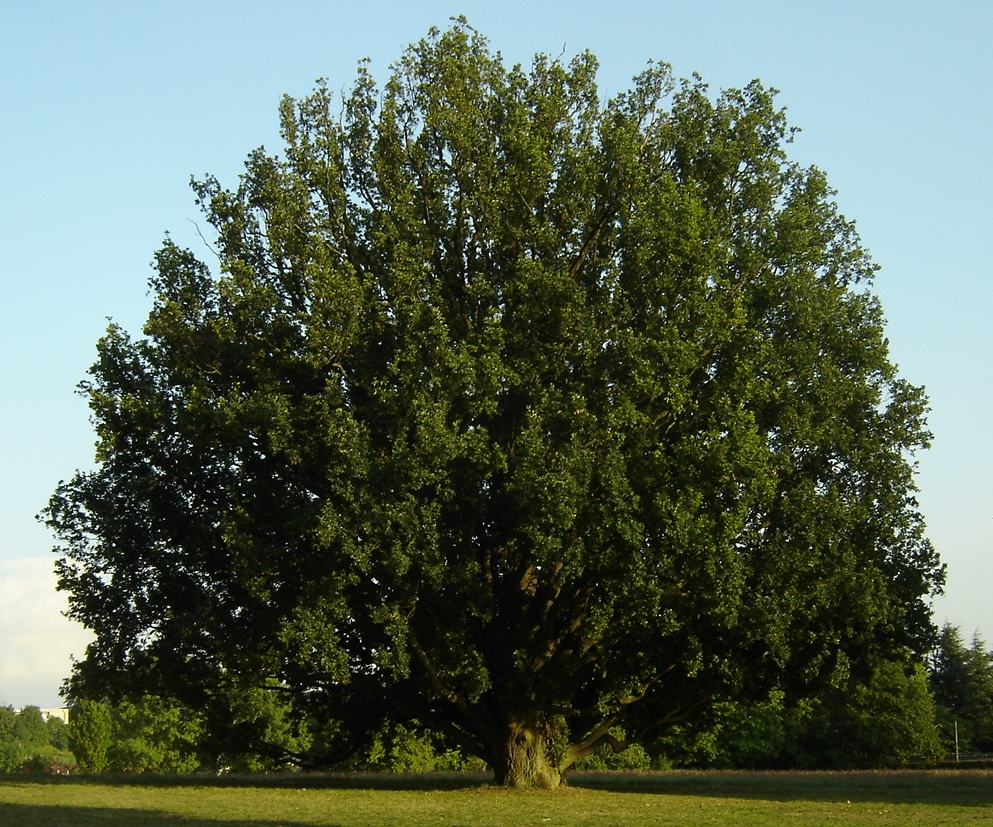
Quercus robur f. fastigiata très âgé (plus de 180 ans).
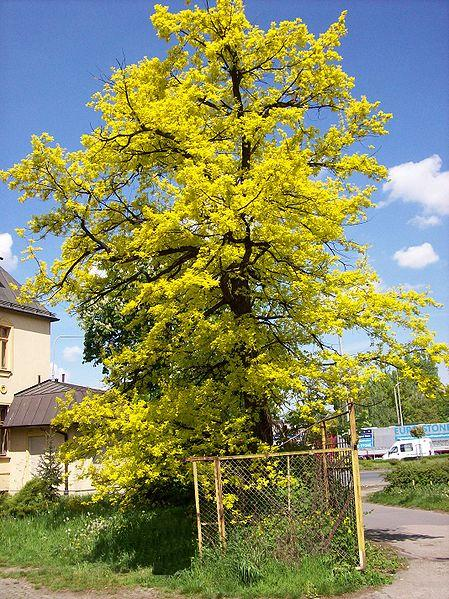
Quercus robur, cultivar Concordia.

## Différences avec le chêne sessile

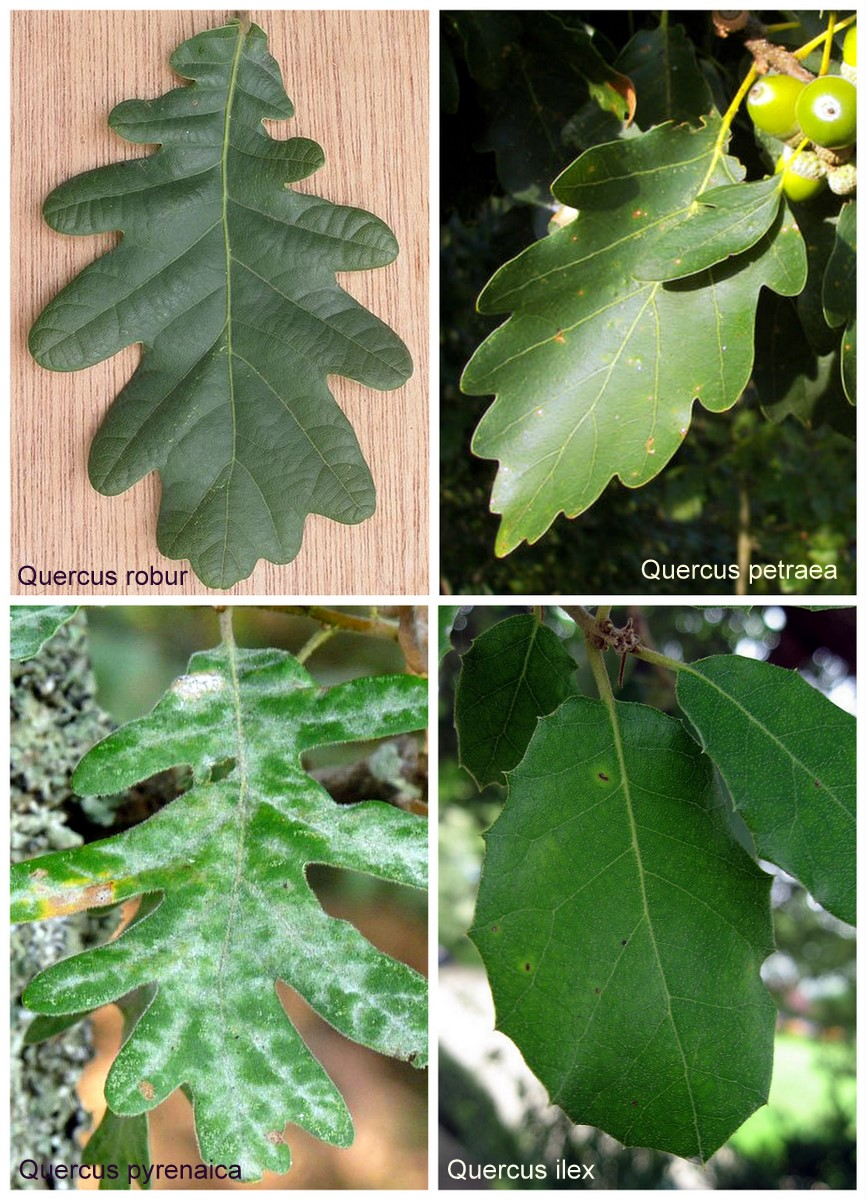
Comparaison entre feuille de Quercus robur (chêne pédonculé), Quercus petraea (chêne sessile), Quercus pyreneica (chêne tauzin) et Quercus ilex (chêne vert).

Le chêne sessile et le chêne pédonculé sont semblables en apparence et pourtant assez différents. Ils sont tous deux très présents dans les forêts françaises (plus de 4 millions d’hectares) et souvent mélangés, mais ils n’ont pas la même écologie, il est donc utile d’apprendre à les distinguer.
- Le houppier du chêne sessile est plus ample et régulier avec des branches bien réparties, celui du chêne pédonculé est plus irrégulier avec de grosses branches plus tortueuses.
- Le pédoncule (axe qui porte les fruits, les glands) du chêne pédonculé est bien plus long que celui du chêne sessile qui est presque absent.
- Les feuilles du chêne pédonculé ont des lobes moins réguliers et plus prononcés, elles présentent aussi plus de nervures n'aboutissant pas à un lobe.
- La base de la feuille du chêne pédonculé a des petites oreillettes, celle du chêne sessile est en coin simple. Les feuilles du chêne pédonculé n'ont presque pas de pétiole (très court) alors que celles du chêne sessile sont nettement pétiolées[28].
- Les feuilles du chêne pédonculé s'entassent au bout des rameaux, les feuilles du chêne sessile sont plus espacées.
- L'écorce du chêne pédonculé est plus profondément crevassée.

Le chêne sessile craint les gelées de printemps, mais assez frugal il peut accepter une faible alimentation en eau estivale et une certaine pauvreté du sol. Le chêne pédonculé demande des sols bien alimentés en eau toute l’année et un sol plus riche pour une bonne production, il supporte l’excès d’eau temporaire et les sols argileux ou compacts. Malheureusement, le comportement pionnier du chêne pédonculé l’amène à se développer sur des sols ne lui convenant pas et où le chêne sessile conviendrait mieux d’où des résultats décevants et de forts risques de dépérissement, surtout en période de sécheresses répétées.

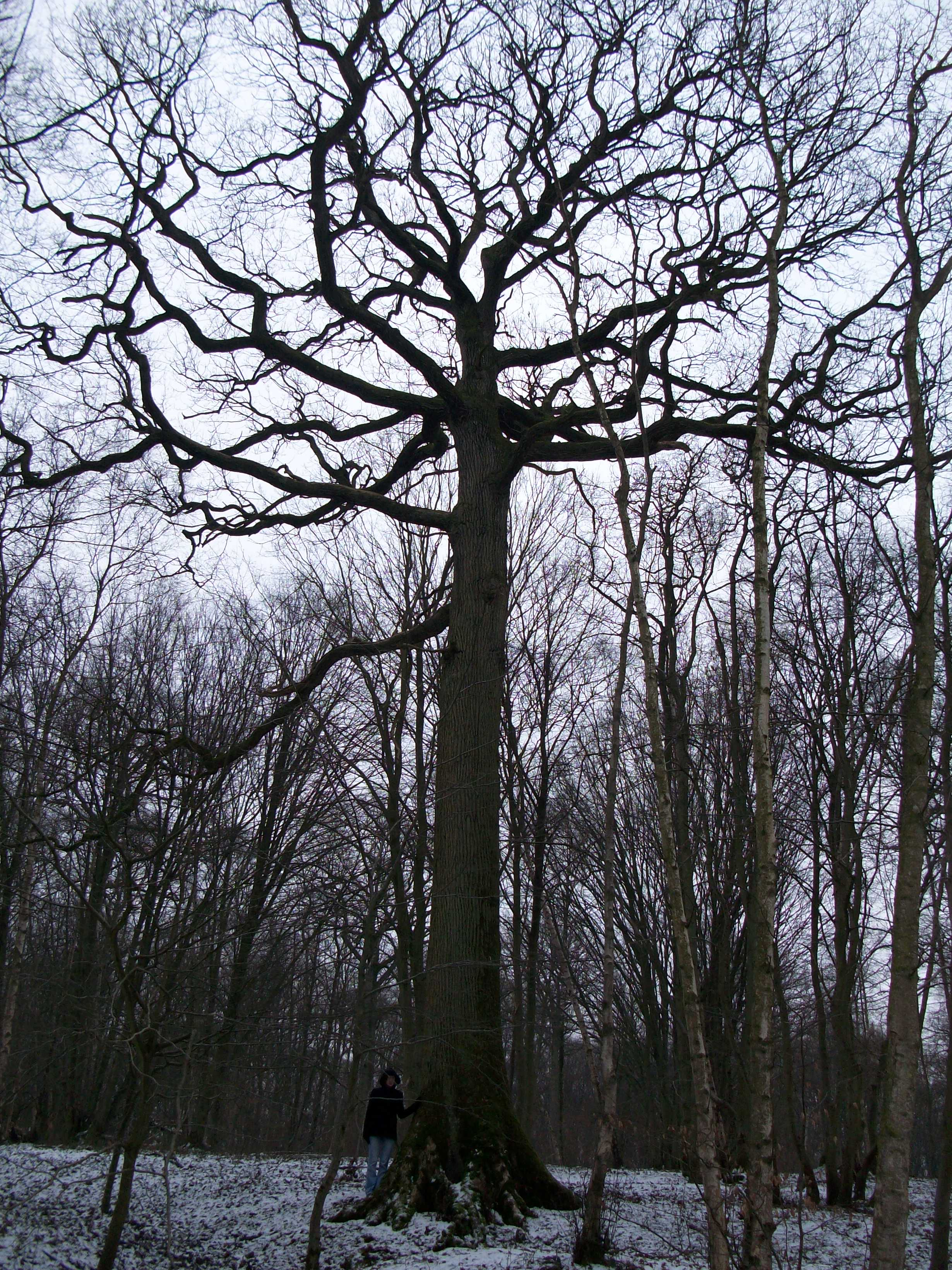
forme du houppier d'un chêne pédonculé en forêt.
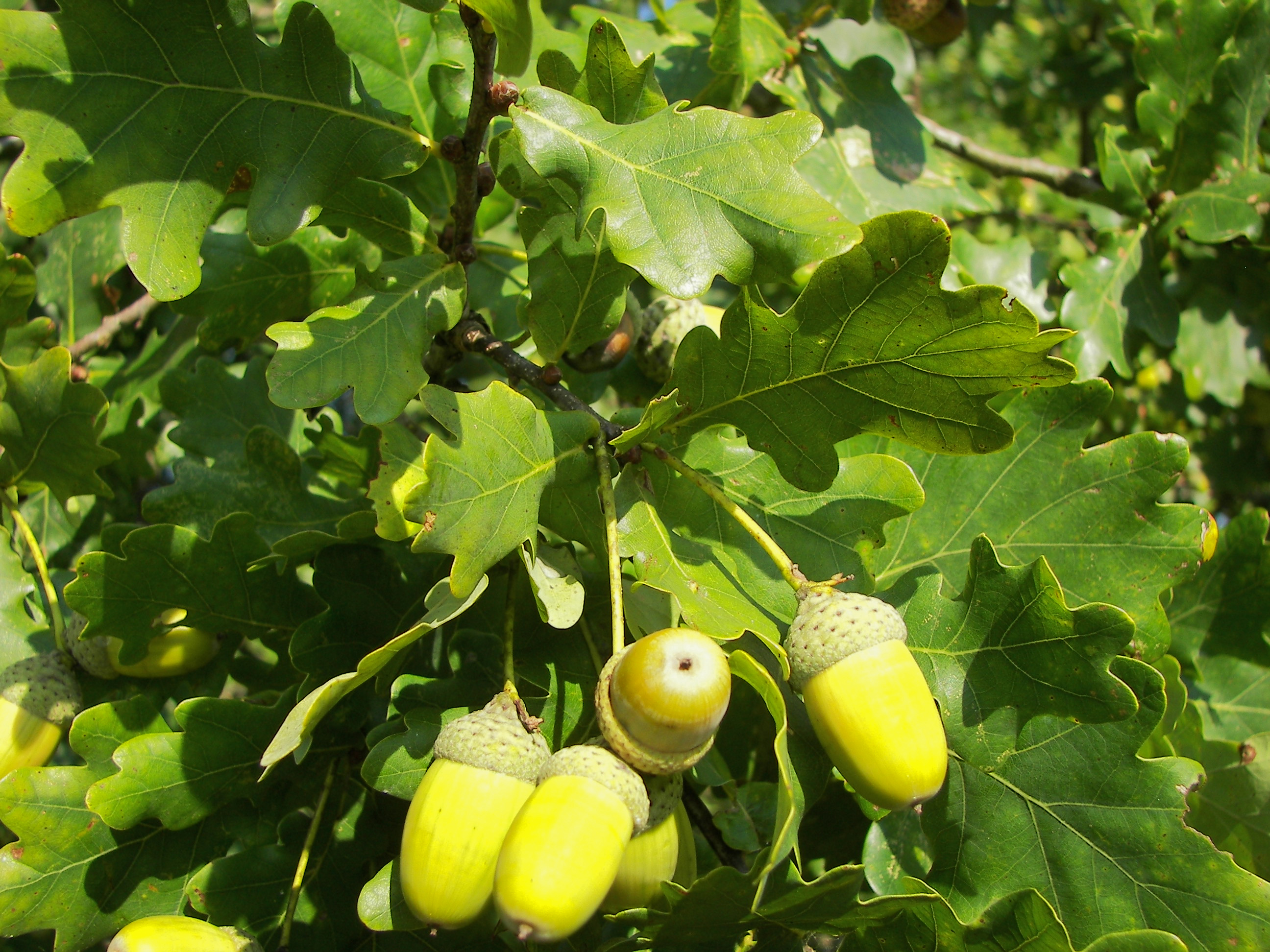
Les glands du chêne pédonculé sont insérés sur des pédoncules longs de 2 à 10 cm, alors que les feuilles ont un court pétiole.
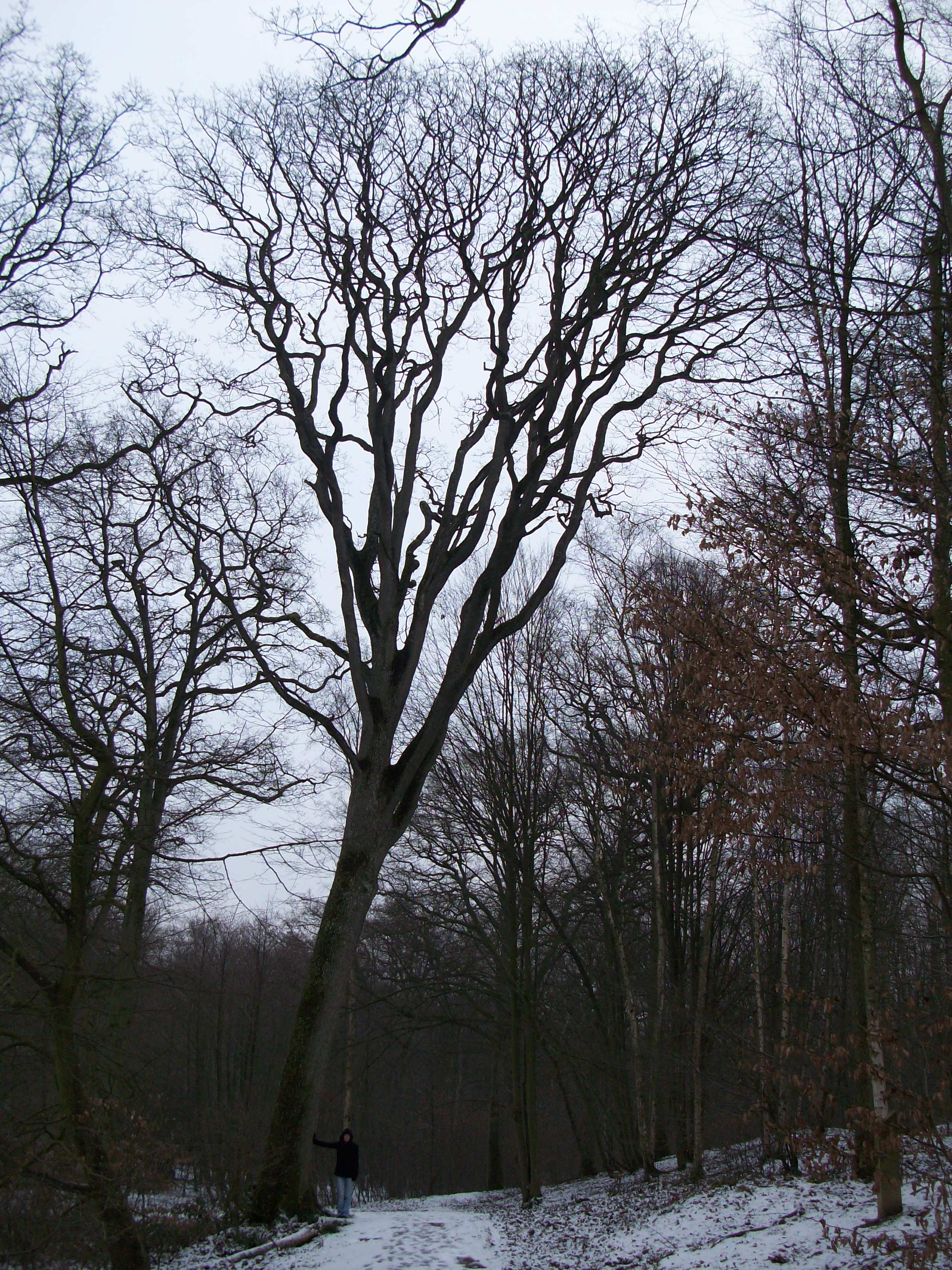
forme du houppier d'un chêne sessile en forêt.
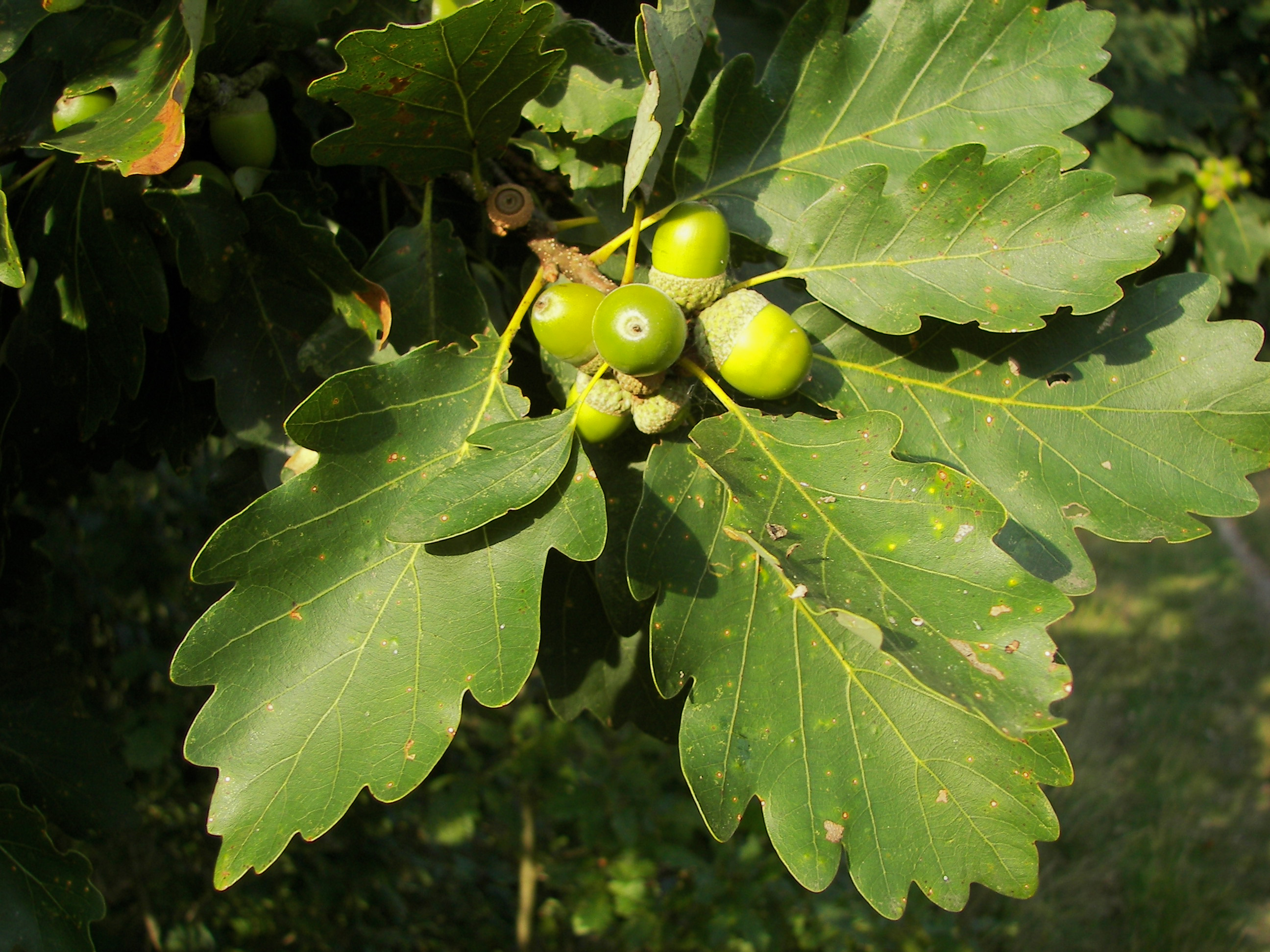
Les glands du chêne sessile n'ont pas de pédoncule (ils sont accrochés sur les rameaux), alors que les feuilles ont un pétiole marqué.

Toutefois, les deux espèces s'hybrident souvent (pour former Quercus × rosacea et ses dérivés, car c'est un hybride fertile) ce qui rend l'identification plus difficile.
Il n'est pas possible de distinguer du bois coupé de ces arbres.

## Galerie

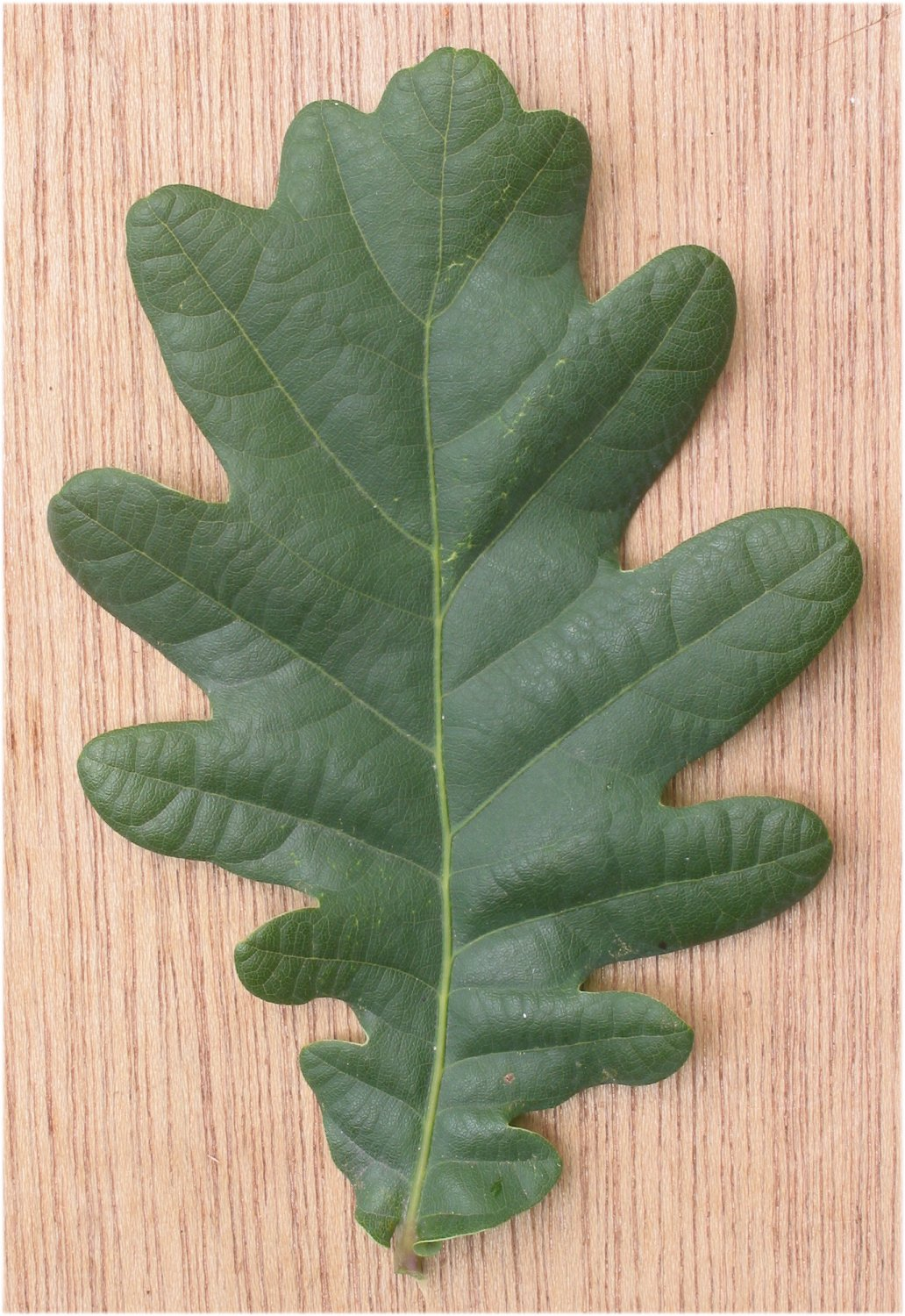
Feuille de chêne pédonculé.
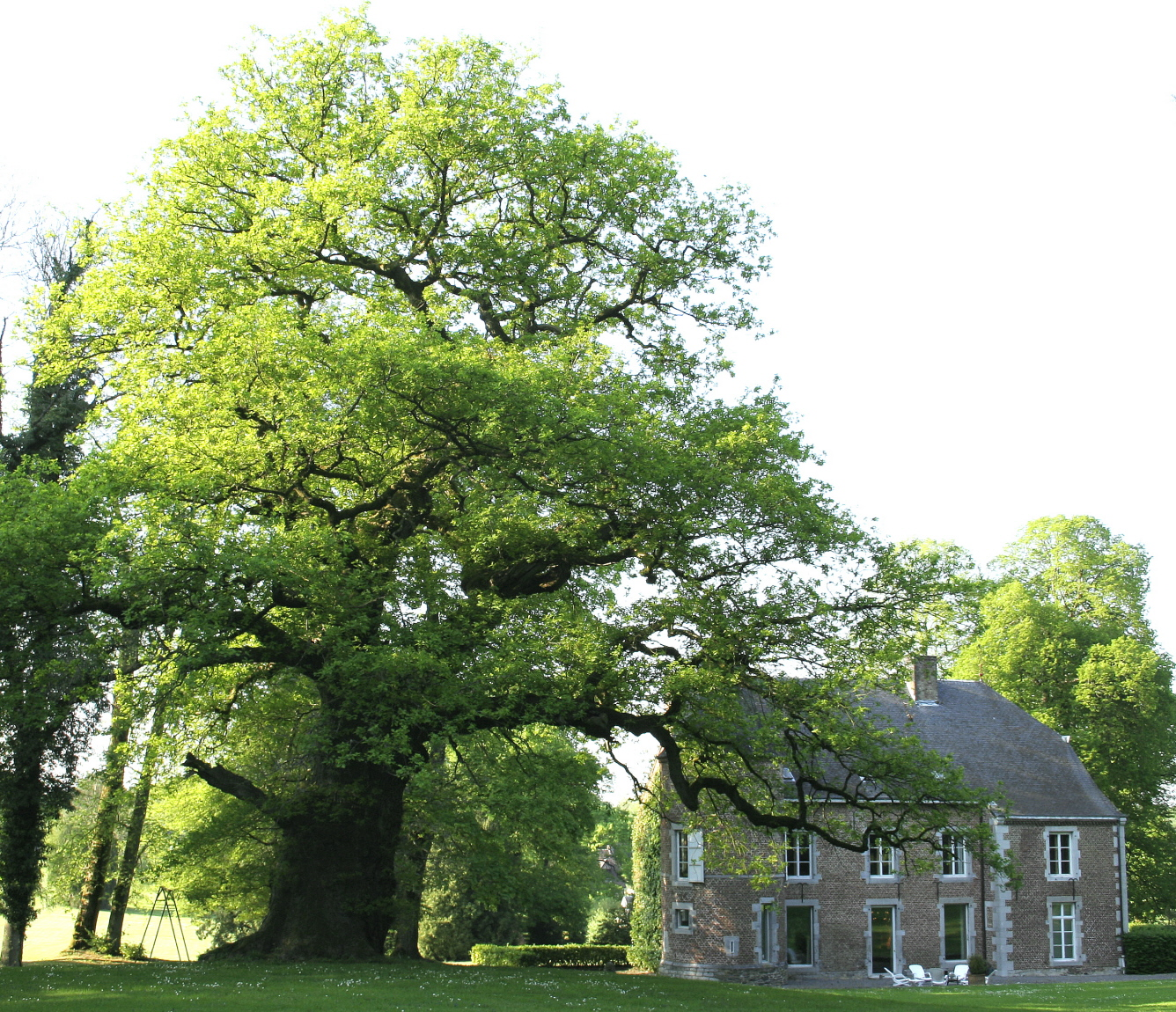
Le chêne multiséculaire de Mesnil-Église.
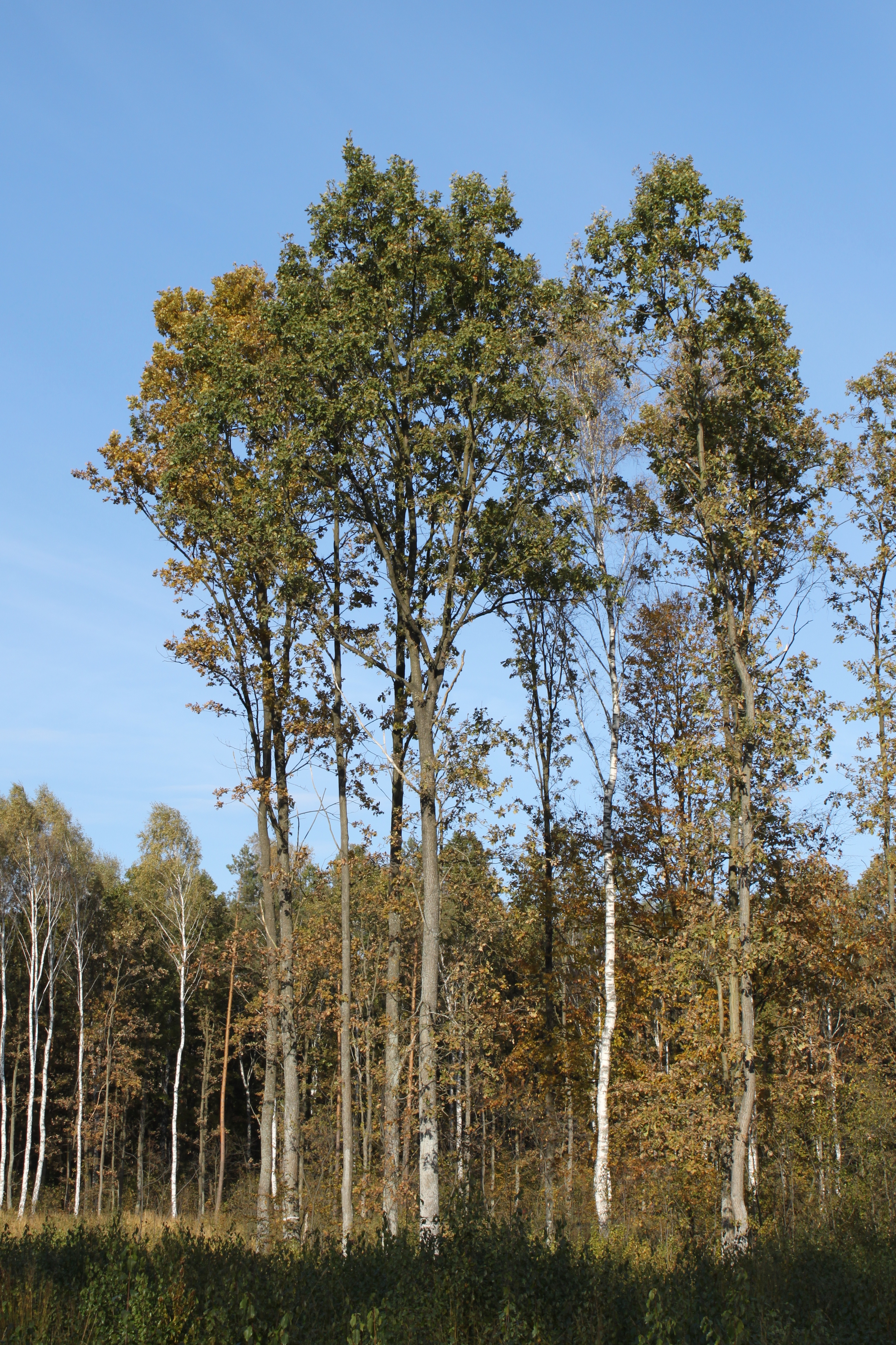
Jeunes chênes pédonculés en port forestier de futaie (Pologne).
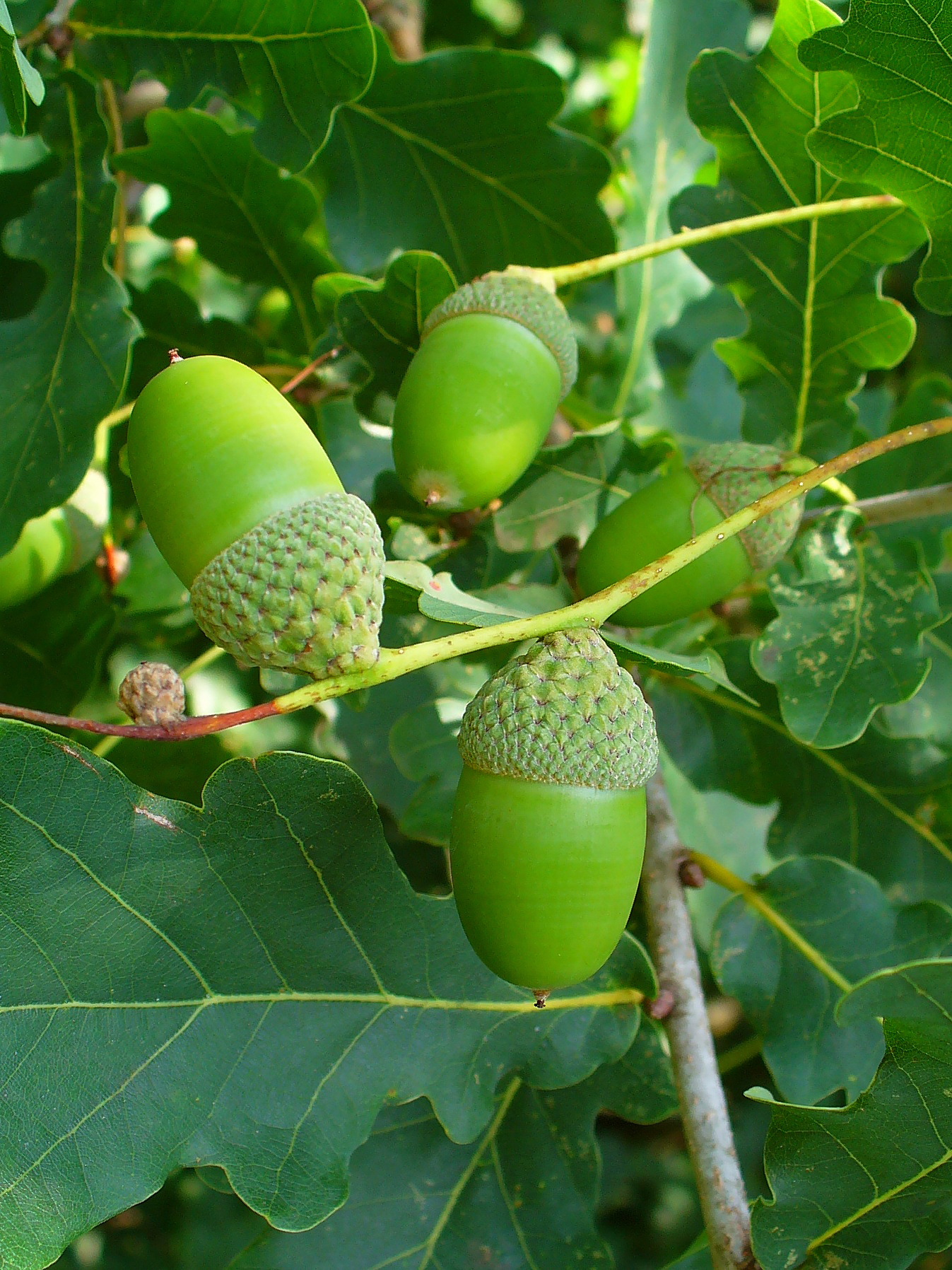
Glands de chêne pédonculé, sur pédoncules.
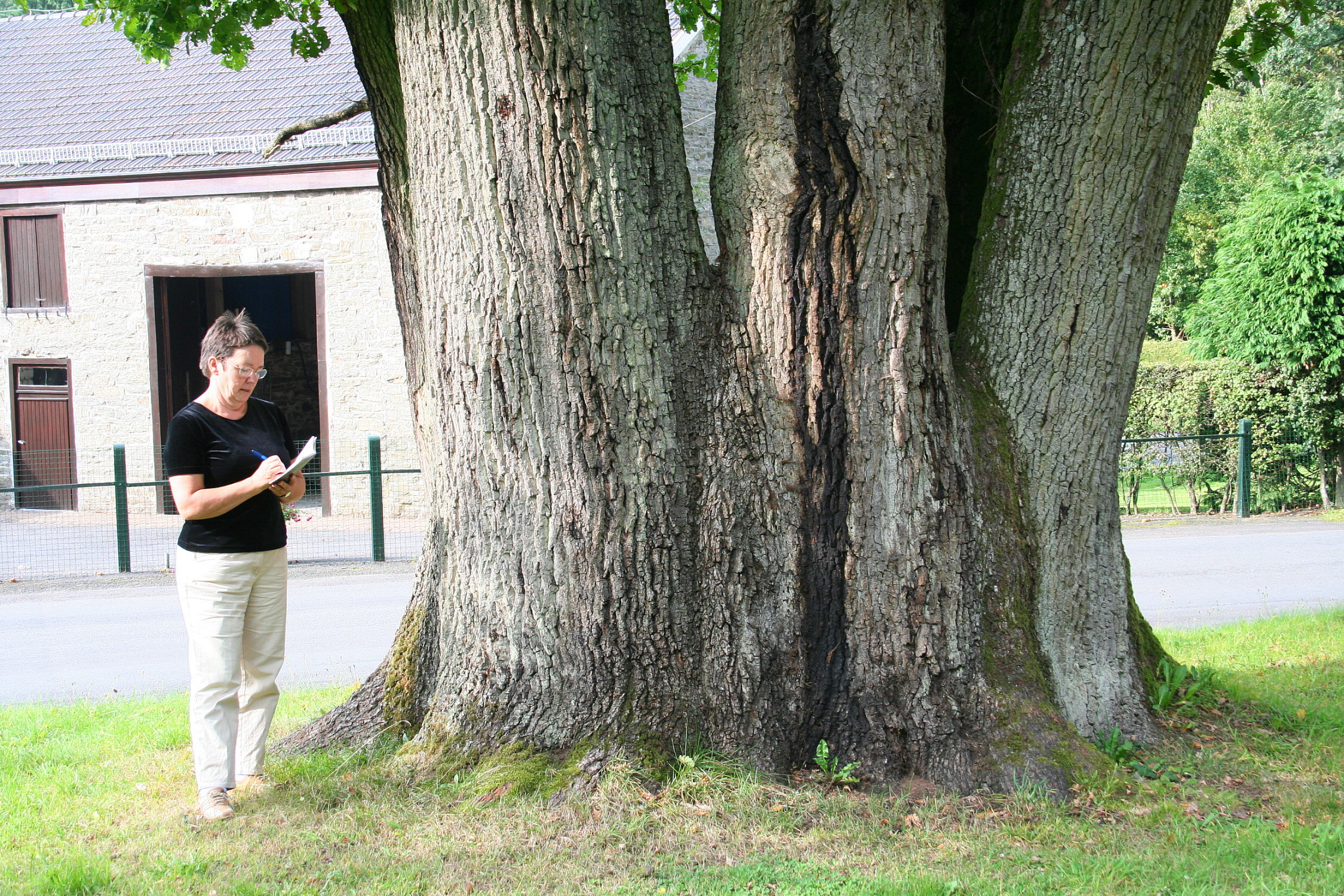
Chêne pédonculé à tronc multiple (probable ancien rejet de souche).
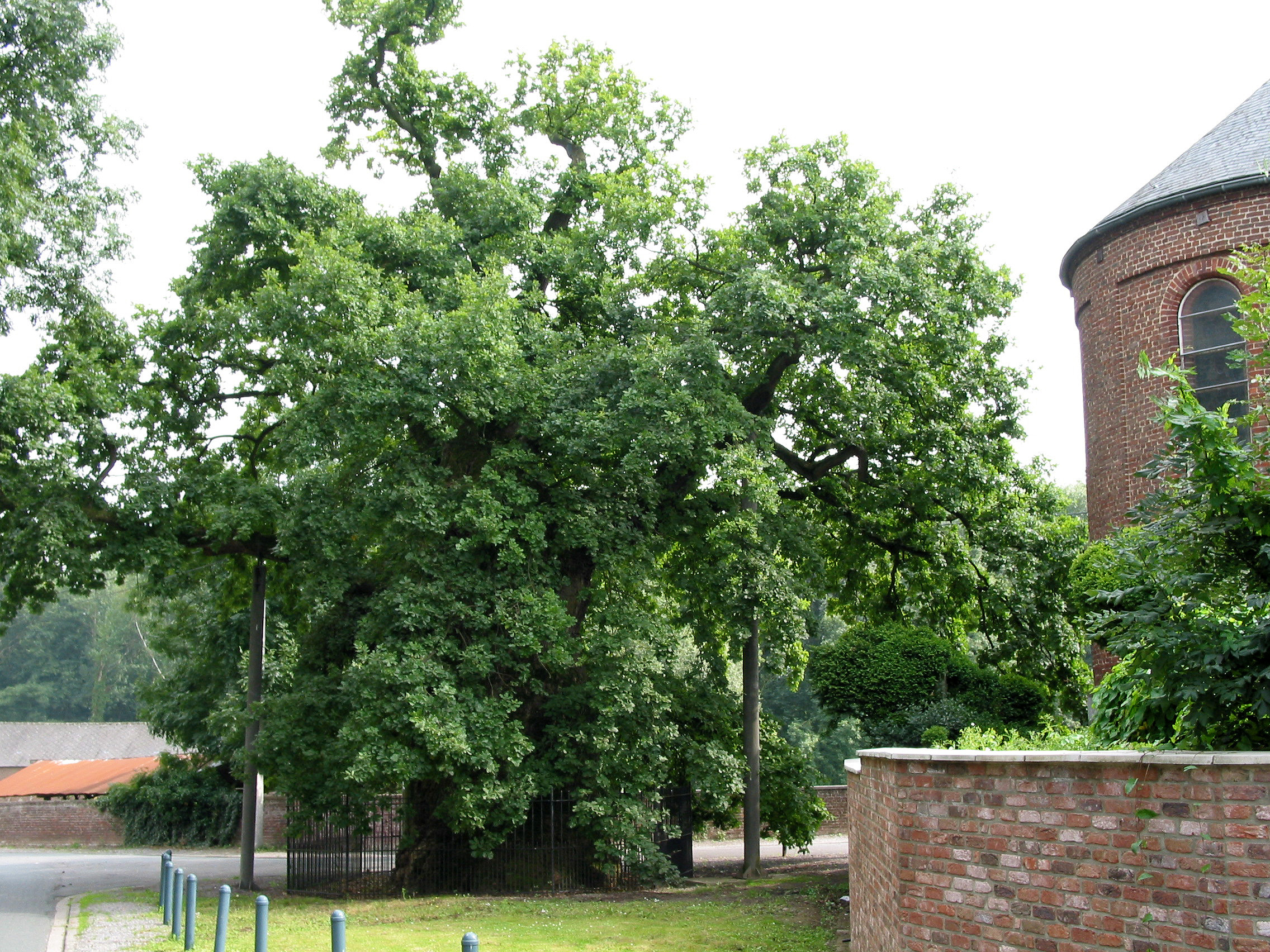
Le plus vieux chêne du Benelux.
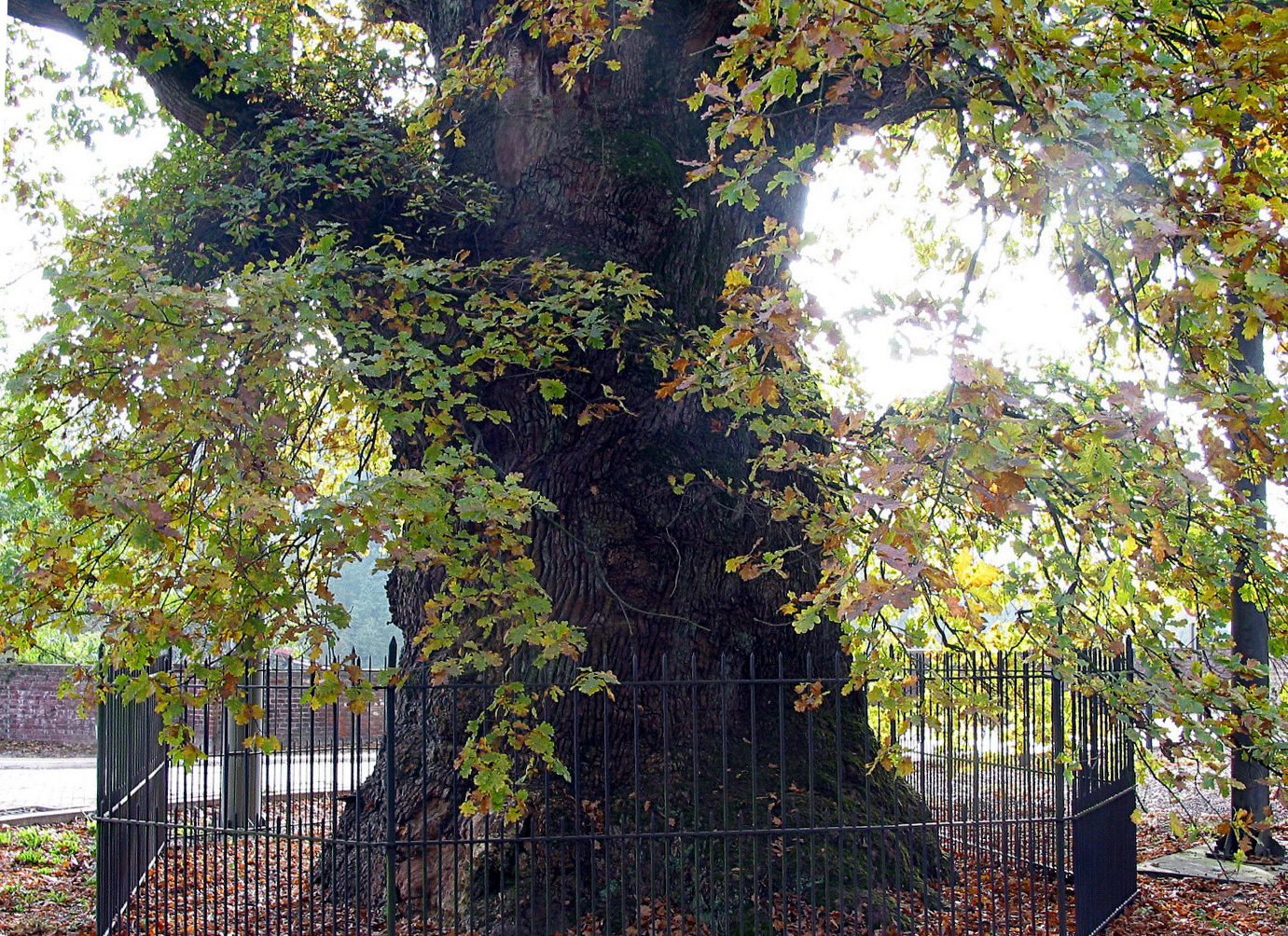
Le chêne de Liernu.
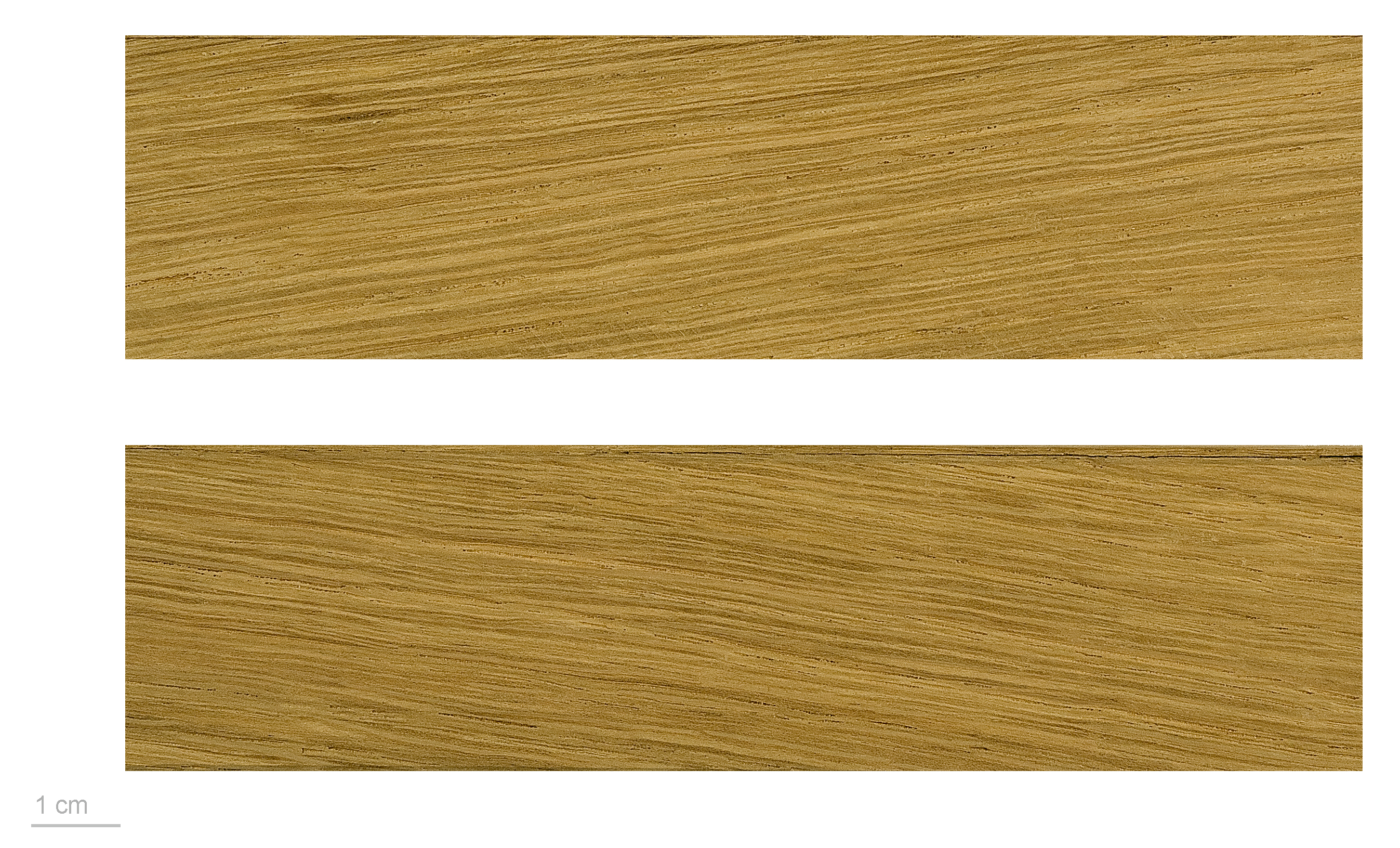
Bois de Quercus robur.

#### Chênes pédonculés remarquables
- Chêne de Saint Vincent de Paul
- Chêne de Napoléon
- Major Oak
- Chêne de Hersberg